# Végétalisme
Ne doit pas être confondu avec Végétarisme ou Véganisme.

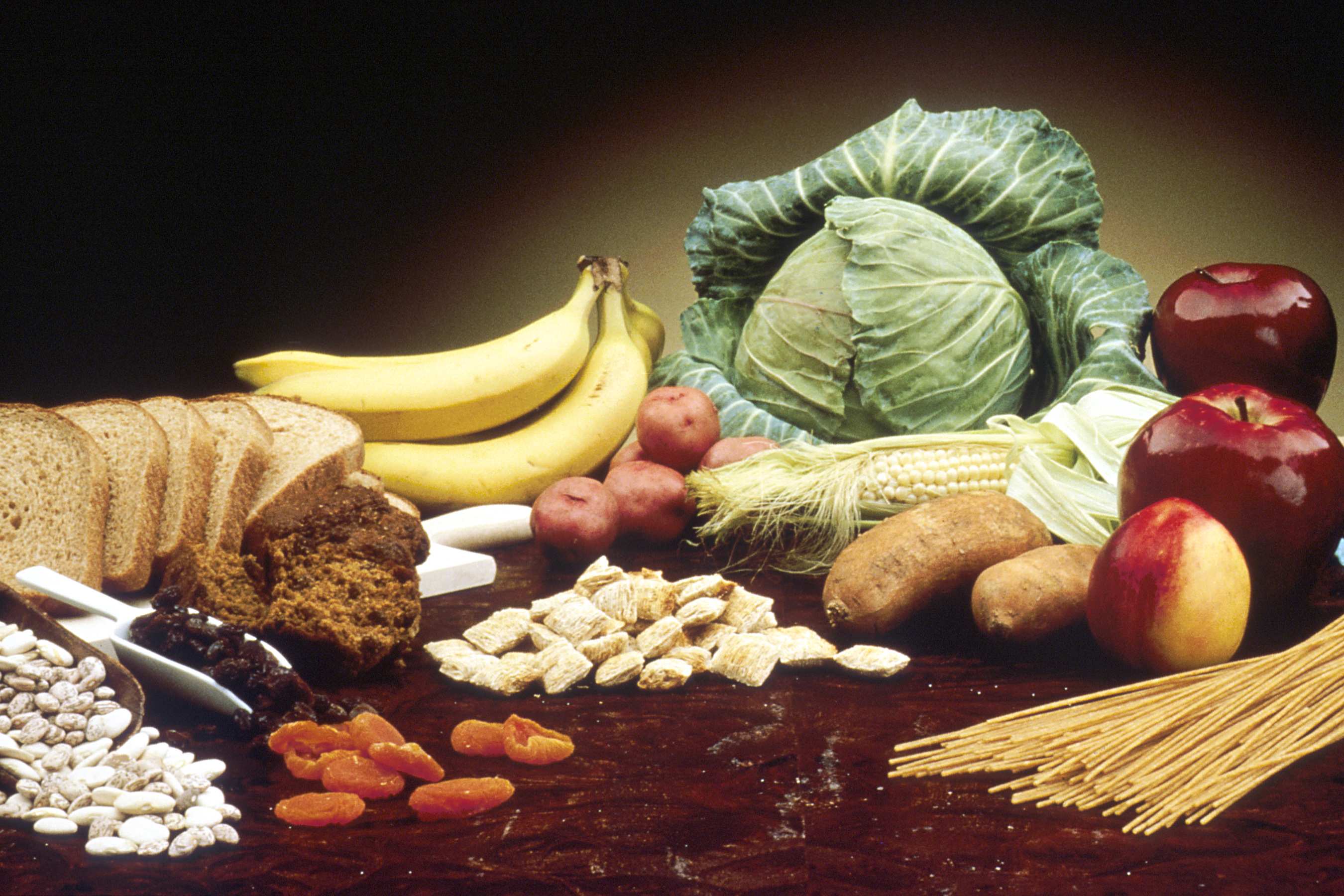
Quelques ingrédients typiques du végétalisme : fruits, légumes, fruits secs, tubercules, légumineuses, céréales.

Le végétalisme est une pratique alimentaire excluant les produits animaux, aussi bien issus d'animaux morts (viande, poisson, crustacés, mollusques, gélatine, présure, etc.) que d'animaux vivants (produits laitiers, œufs, miel, etc.), et éventuellement les produits dont le procédé de fabrication fait intervenir des produits animaux (les boissons clarifiées à l'aide de caséine ou de colle de poisson, le sucre décoloré à l'aide de charbon d'os, etc.).
On parle de « végétalisme intégral » ou « véganisme » pour désigner plus précisément le refus général de toute consommation de produits d’origine animale (pour se nourrir, se vêtir, pour la pratique de loisirs, etc.) : dans ce cas sont également exclus le cuir, la laine, le duvet, la colle de peau, les savons au suif, les engrais animaux, etc.
Les végétaliens consomment des aliments provenant des règnes végétal (graines, légumes, fruits, fruits à coque, huiles végétales, épices, etc.), fongique (champignons comestibles, levures alimentaires, levain, etc.) et bactérien (bactéries lactiques comme le bifidus dans le soja fermenté ou les leuconostoques dans la choucroute, ainsi que les sous-produits de plusieurs espèces de bactéries comme source de vitamine B12). Ils consomment également des minéraux (sels de sodium, de potassium, de calcium, etc.). Certaines personnes se réclamant du végétalisme acceptent et défendent néanmoins la consommation de miel ou de bivalves.

## Terminologie

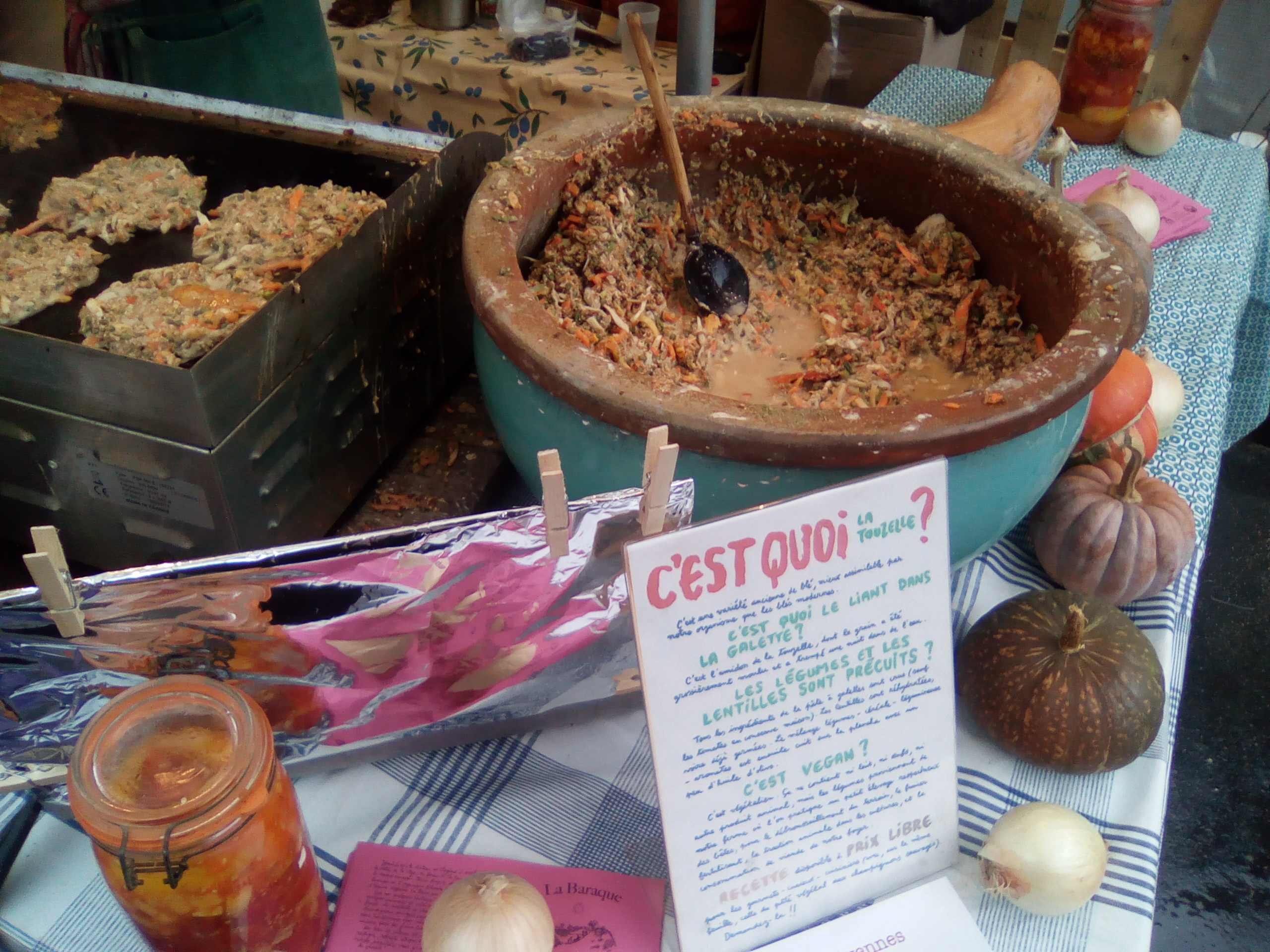
Stand de restauration végétarienne au salon Marjolaine, au parc floral de Paris.

Le mot végétalisme désigne une pratique alimentaire mais aussi un mode de vie et une philosophie. Actuellement, le végétalisme concerne principalement l'alimentation (en anglais on parle de dietary veganism).
L'expression anglaise ethical veganism se traduit en français soit par le néologisme « véganisme » soit par l'expression « végétalisme intégral ». Le véganisme exprime non seulement le refus alimentaire, mais aussi celui de toute utilisation de tous les produits animaux provenant d'une exploitation ou souffrance animale : par exemple dans l'habillement (fourrure, cuir, laine, soie, perle…), les cosmétiques et produits d'hygiène (refus de la présence de produits animaux, des produits testés sur l'animal…) comme des produits pharmaceutiques (médicaments et vaccins), les objets ou instruments provenant d'un animal (brosse à poils d'animaux…).

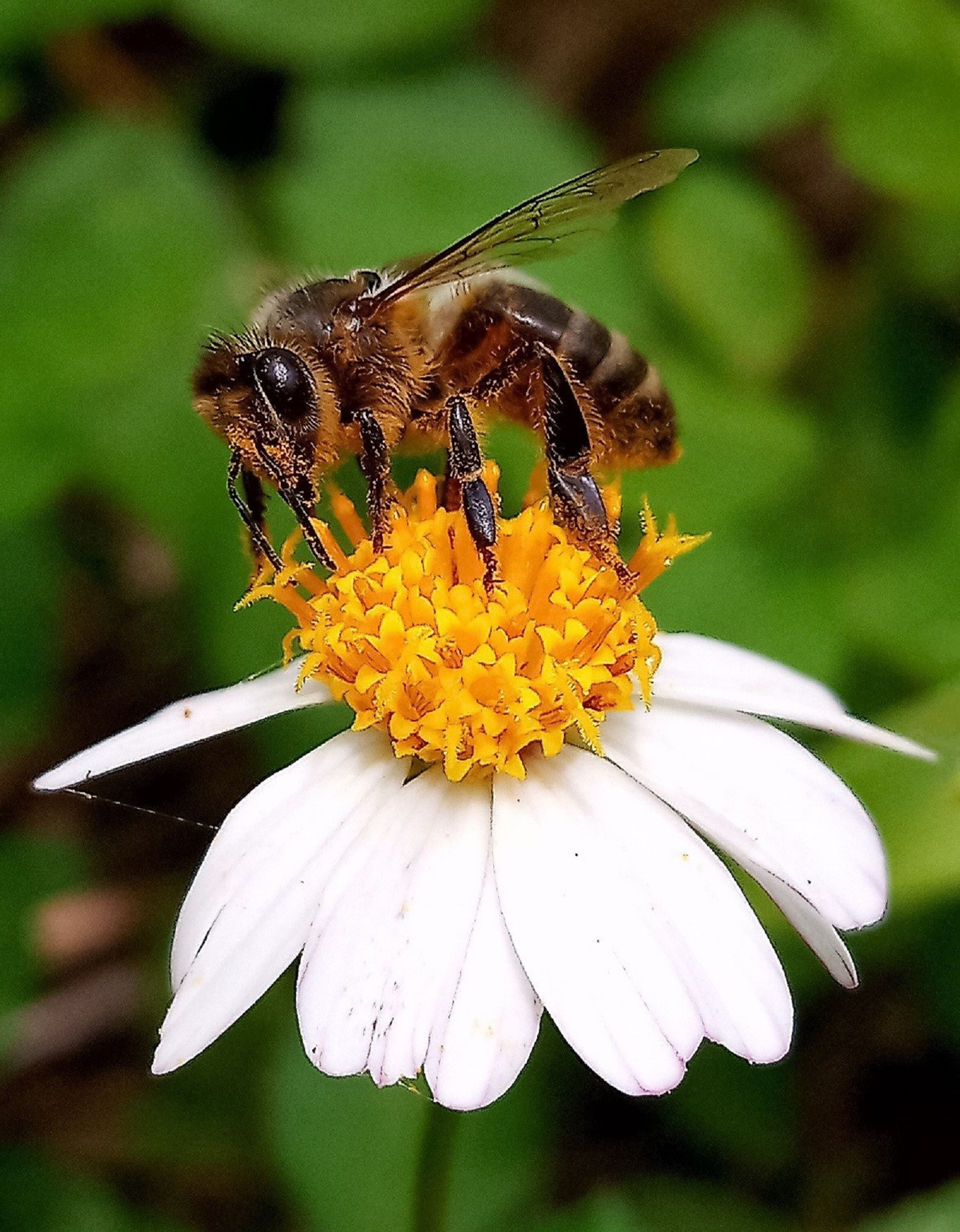
Abeille mellifère.

En fait les termes « végétarisme », « végétalisme » et « véganisme », bien que distincts et à ne pas confondre, se situent dans un continuum qui inclut des pratiques consistant seulement à s'abstenir de viande rouge. Dans cette perspective, le miel et les autres produits des abeilles sont considérés différemment. Certaines personnes peuvent accepter voire défendre sa consommation. Parmi les arguments avancés pour distinguer la ruche des autres formes d'élevage : les abeilles ne sont généralement pas tuées ; elles évoluent en liberté dans la nature et elles souffrent peu des interventions humaines ; l'élevage d'abeilles permet la pollinisation des fruits et légumes, dont la production réduit le recours à des alternatives animales. Enfin, pour certains, le miel serait essentiellement un produit végétal (le nectar des fleurs), légèrement transformé par les abeilles. Parmi les arguments adverses : la collecte du miel s'apparenterait à un vol et pourrait faire souffrir les abeilles. Par ailleurs, l'élevage de l'abeille domestique Apis mellifera fait concurrence à d'autres espèces d'abeilles, sociales ou non, et réduirait ainsi la biodiversité des abeilles.
Il existe également un débat sur la compatibilité de la consommation de bivalves (huîtres, moules, coquilles Saint-Jacques, etc.) avec le végétalisme, ceux-ci n'étant a priori pas sentients, en l'état actuel des connaissances scientifiques,,.

## Prévalence
Le nombre de végétaliens (et de végétariens) est en hausse. Selon une étude (2022), vers 2020, près de 11 % de la population mondiale ne mangeait pas de viande (6,4 % étaient végétariens, et 4 % végétaliens) ; ces proportions s'élevaient à 2,2 % de végétariens et 0,3 % de végétaliens en France, loin derrière l'Inde (39 % de végétariens), ou pour le végétalisme loin derrière le Mexique (4 % de la population), le Royaume-Uni (4,7 %) ou Israël (5 %). 
Pour le Canada, on manque de statistiques précises (5 à 7 % voire 10 % des personnes se déclarent végétariennes et 3 à 4 % se disent végétaliennes) ou « 2,3 millions de végétariens au Canada, contre 900 000 il y a 15 ans ; 850 000 autres personnes se considèrent végétaliennes. Ces deux chiffres représentent 9,4 % de la population canadienne » selon l’Université Dalhousie. En outre, « la majorité des végétariens et des végétaliens canadiens ont moins de 35 ans », suggérant que la consommation de viande pourrait encore diminuer. Ces taux déclaratifs sont confirmés par l'Université de Guelph, mais ils pourraient être biaisés par un nombre important de gens se déclarant végétaliens, mais qui mangeraient quand même épisodiquement de la viande, des œufs ou du poissons.

## Motivations

### Éthiques
Un grand nombre de végétaliens motivent leur rejet de toute alimentation d'origine animale par le refus de tuer, de faire tuer ou de faire souffrir des animaux aussi bien pour leur chair que pour leurs sous-produits (produits laitiers, œufs). Ils mettent en avant le fait que les productions de lait et d’œufs sont en pratique toujours associées à la production de viande. Ainsi, selon une étude publiée en 2015, aux États-Unis, 80 % des végétaliens disaient leur choix principalement motivés par le bien-être animal et l'éthique animale et seuls 20 % par leur santé.
En effet, en élevage laitier, il est nécessaire de procéder à l'insémination artificielle des vaches pour déclencher en elles de la production lactée. Après une gestation d'environ 9 mois, les vaches vêlent — c'est-à-dire mettent à bas — des veaux mâles et femelles. Or, seule une partie des jeunes femelles peut être employée pour le renouvellement du troupeau, l'autre partie — ainsi que la totalité des jeunes mâles — sont élevés et engraissés pour leur viande. De plus, les femelles sont très souvent inséminées artificiellement par un technicien, ce que certains végétaliens assimilent à un viol. Par ailleurs, les femelles ne sont suffisamment productives que pendant un nombre d'années limité : lorsqu'elles ne produisent plus assez et qu'il n'est plus « rentable » pour l'éleveur de les nourrir pour qu'elles produisent du lait, elles sont réformées et abattues pour leur viande. Enfin, certains produits laitiers, notamment la plupart des fromages, nécessitent l'adjonction de présure (issue de la caillette des veaux ou d'autres animaux) pour leur fabrication.

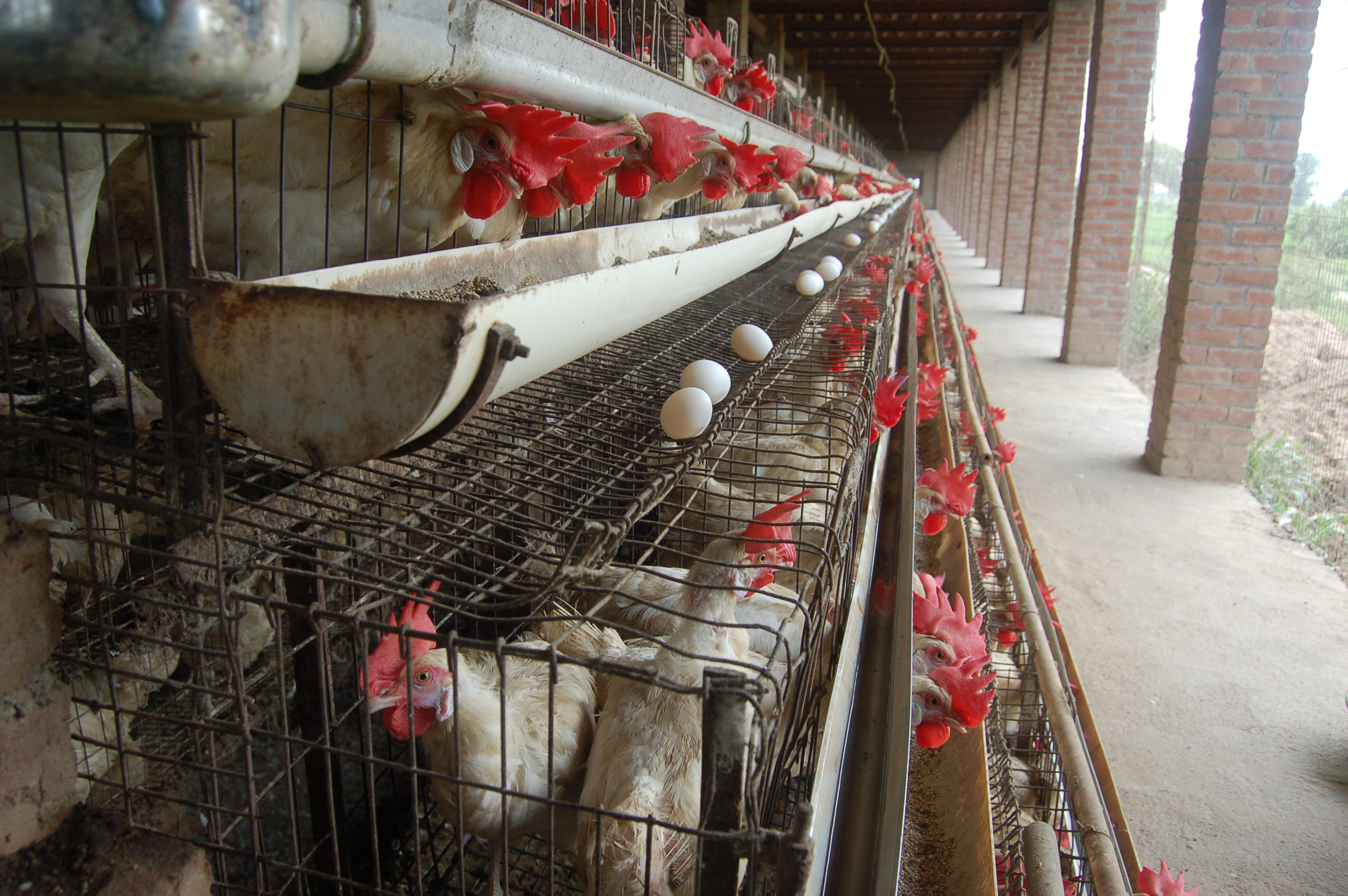
Poules pondeuses en batterie, Haryana (Inde).

De même, en élevage de poules pondeuses, les poussins mâles sont tués à la naissance car inutiles au renouvellement du cheptel, et les femelles ne produisent suffisamment d’œufs que pendant un nombre d'années limité, elles sont donc aussi réformées et abattues pour leur viande après quelques années. Dans ces deux types d'élevage les mâles qui naissent ne sont pas gardés vivants et utilisés pour la reproduction car, dans la grande majorité des cas, les éleveurs ont recours à l'insémination artificielle avec la semence d'un nombre restreint de reproducteurs sélectionnés.
Les végétaliens mettent également en avant les souffrances inhérentes aux conditions d'élevage : poules en batterie souffrant du manque d'espace, poussins mâles des races pondeuses broyés vivants, débecquage, caudectomie, séparation des veaux, agneaux et chevreaux de leurs mères quelques jours après leur naissance. Parfois, c'est de manière plus générale le refus de cautionner moralement l'exploitation des animaux qui est à l'origine de cette pratique alimentaire, qui peut alors s'inscrire dans le véganisme et l'antispécisme.

### Religieuses
Les raisons peuvent également être religieuses, certaines religions préconisant la non-violence face aux êtres vivants, par exemple le jaïnisme, l'hindouisme, le bouddhisme ou le sikhisme qui a le concept d'ahimsa, mot sanskrit signifiant « non-violence », c'est-à-dire le fait de s'abstenir de violence en actes, en paroles ou même en pensées, en la commettant directement, en la commandant à d'autres, ou en la consentant. Le régime ital des rastafariens interprète l'interdiction biblique de consommation de sang, dans le sens d'une abstention de viande, voire de tout aliment d'origine animale.
On retrouve également le végétalisme et végétarisme dans le taoïsme. Il a influencé le bouddhisme chán, via le plagiat par le moine bouddhiste Xingduan (行端), dans son « Livre des Trois Cuisines prêché par le Bouddha » (佛說三停廚經), du moine taoïste Du Guangting et de son « Le Livre des Cinq Cuisines » (咒偈). Pour certaines écoles taoïstes, les œufs de cane sont tout de même autorisés.

### Écologiques

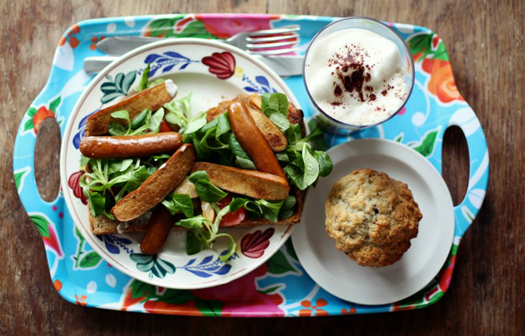
Plateau entièrement végétalien (saucisses, muffin, crème), Pays-Bas.

Comme pour le végétarisme, les motivations sont également liées à l'aspect écologique, la production de viande et de sous-produits animaux demandant de très grandes quantités d'aliments, telles les céréales. La nourriture consommée par le bétail mondial permettrait de nourrir 8,7 milliards de personnes, soit plus d'humains qu'il n'y en a sur Terre. En outre, la production de viande demande des quantités d'eau importantes (10 000 litres pour produire 1 kg de bœuf) et d'espace, et génère beaucoup de pollution. Selon un rapport publié par l'Organisation des Nations unies pour l'alimentation et l'agriculture (FAO) en 2013, le secteur de l'élevage émet des gaz à effet de serre qui, mesurés en équivalent CO2, atteignent 14,5 % des émissions totales. Selon un article du site Our World in Data en 2021, l'adoption du végétalisme par l'Humanité permettrait la séquestration de 547 Gt de CO2 d’ici 2050, soit 15 années d’émissions actuelles par les combustibles fossiles.
Le secteur de l'élevage est aussi une source principale de dégradation des terres et des eaux.

### Diététiques

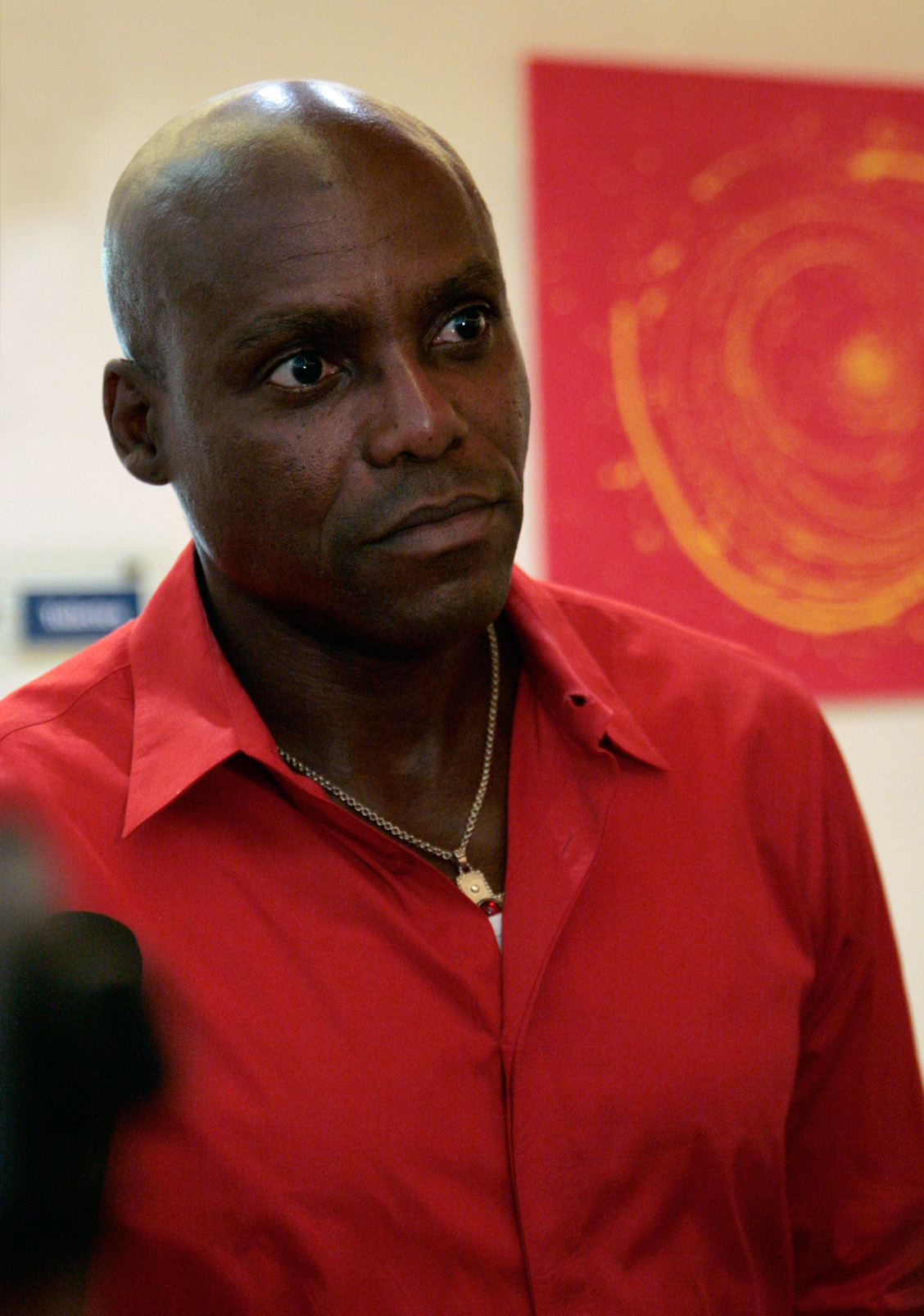
L'athlète américain Carl Lewis fait partie des sportifs végétaliens.

D'autres adoptent un régime semblable pour des raisons de diététique ou de santé. En effet,

« les inquiétudes suscitées par l'apport excessif de graisses dans l'alimentation occidentale — dû en particulier à la viande et aux produits laitiers — et favorisant notamment les maladies cardiovasculaires contribuent au succès rencontré ces dernières années par les théories du végétalisme. »

### Politiques
Les motivations ont parfois été politiques, notamment au début du XXe siècle, lorsque certains anarchistes individualistes sont devenus végétaliens. Ainsi, Louis Rimbault, à l'âge de 30 ans, commence à fréquenter les individualistes et devient végétalien. Ces restrictions alimentaires, en plus de la justification théorique de la « vie saine », étaient pour eux un moyen de mener une vie moins coûteuse, et de prendre, parfois, leurs distances avec ce qu'ils appellent l'esclavage salarié. Après guerre, Louis Rimbault a l'idée de créer une cité végétalienne avec Georges Butaud et Sophie Zaïkowska qui animent alors une école végétalienne à Bascon, dans l'Aisne. En 1923, il annonce son idée dans Le Néo-Naturien. Ce projet aboutira à « Terre libérée » à Luynes. Rimbault ajoute aux autres motivations l'argument économique du régime végétalien moins coûteux. Présenté comme une méthode de libération individuelle autant que de régénérescence de l'humanité, le végétalisme devient un outil de l'anarchisme dans les années 1920.

## Alimentation

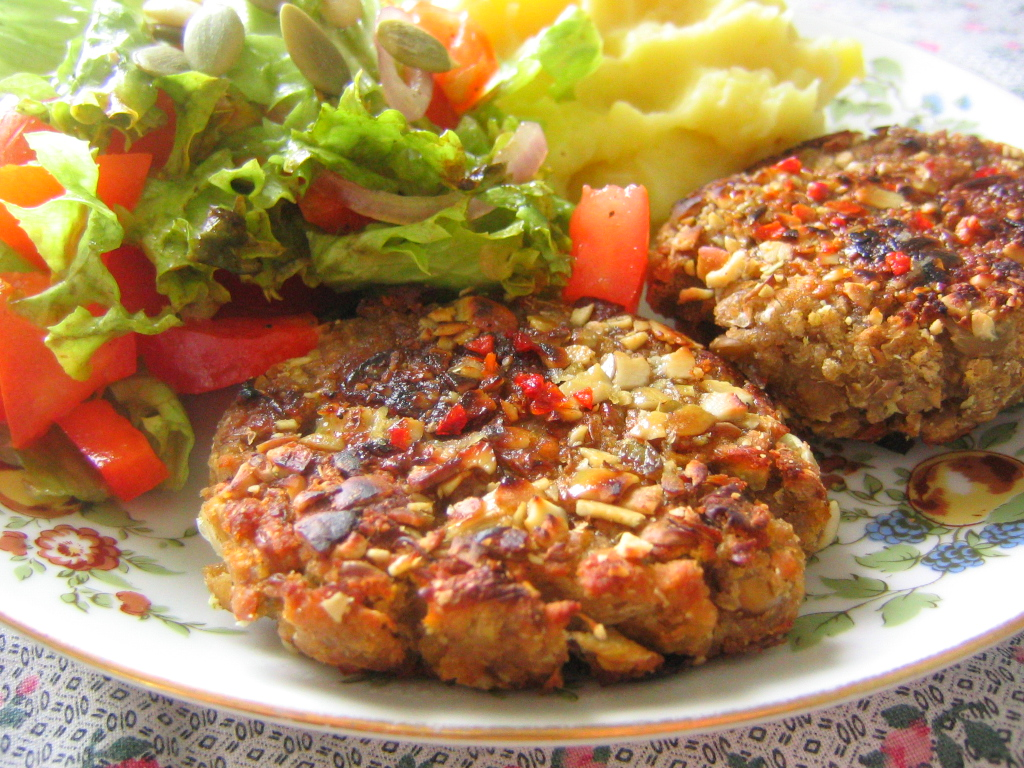
Galettes végétaliennes.

Pour une grande part, les végétaliens consomment des fruits, des légumes, des tubercules, des légumineuses, des céréales, des champignons et des oléagineux. Le « pain de tradition française », les pâtes (sans œufs), les salades, la choucroute sans garniture, les épices, herbes et condiments (moutarde, ketchup, etc.), certains biscuits, et bien d'autres aliments courants dépourvus d'additifs d'origine animale.

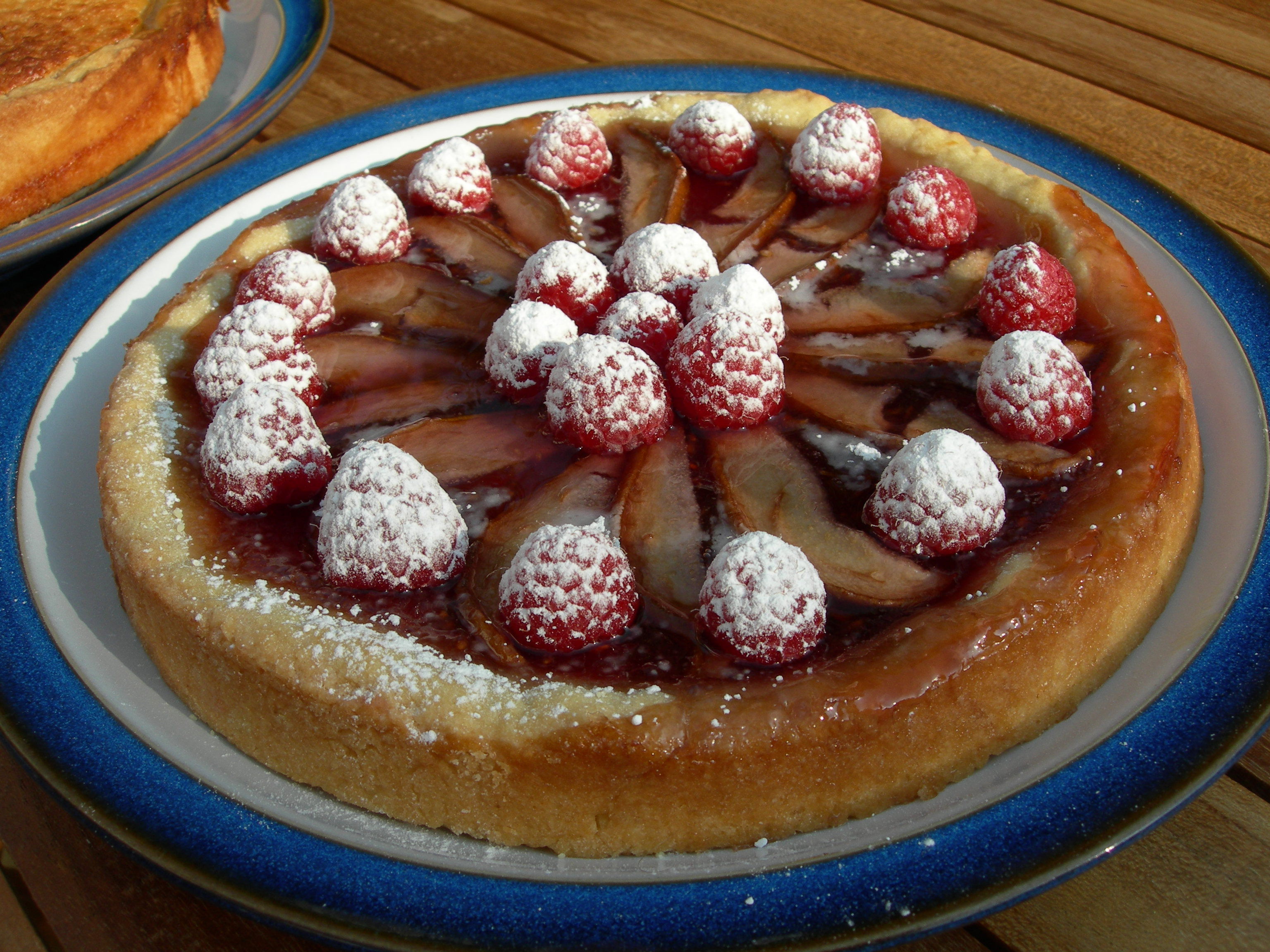
Tarte végétalienne.

Il existe aussi des substituts végétaliens pour de nombreux produits d'origine animale, tels le lait végétal, le yaourt au soja ou à base d'amande, de noisette, de riz, de coco et d'avoine, la mayonnaise sans œufs (véganaise), la crème végétale, la glace au soja ou à base de noix de coco, les substituts de fromage (fromage végétal) à base de soja, de noix de cajou, le pâté végétal, et les produits à base de gluten (seitan) et de protéines végétales texturées qui possèdent une texture semblable à celle de la viande. Les pâtisseries, les crêpes et d'autres préparations culinaires traditionnelles peuvent être confectionnées sans œufs ni produits laitiers. Souvent, les végétaliens consomment aussi des aliments sans équivalent dans l'alimentation occidentale traditionnelle, tels le tofu, le seitan, le tempeh, les falafels. L'aquafaba peut être utilisé pour remplacer le blanc d'œuf.
De nombreux produits industriels ne conviennent pas aux végétaliens en raison de la présence d'additifs alimentaires d'origine animale. Par exemple, certains contiennent des mono- et diglycérides d'acides gras (E471) et de la lécithine (E322) d'origine animale. Lorsque la lécithine est extraite du soja, la formule « lécithine de soja » est utilisée. De nombreux autres additifs ne sont pas végétaliens et des listes d'additifs permettent aux végétaliens d'identifier les aliments à éviter,. De plus, la gélatine, obtenue par l'ébullition de la peau animale et des tissus conjonctifs, est notamment utilisée pour clarifier des jus de fruits, des bières et des vins, mais ce n'est pas indiqué dans la liste d'ingrédients car il n'en reste que des traces dans le produit final. Le vin peut être clarifié avec d'autres produits d'origine animale, dont l'œuf. Les viticulteurs véganes peuvent utiliser de leur côté des produits de substitution pour cette étape de collage comme la bentonite qui est une forme d'argile ou un produit à base de petits pois. En outre, de très nombreux produits contiennent des « arômes » et des « arômes naturels » dont l'origine n'est pas mentionnée. Le colorant rouge carmin E120 (acide carminique) est généralement produit à partir d'un insecte de la famille des cochenilles (le Dactylopius coccus) et entre dans la composition de certains produits alimentaires et confiseries.

## Santé
Les recommandations sont très différentes selon les pays pour établir une balance bénéfice-risque :

### Avantages

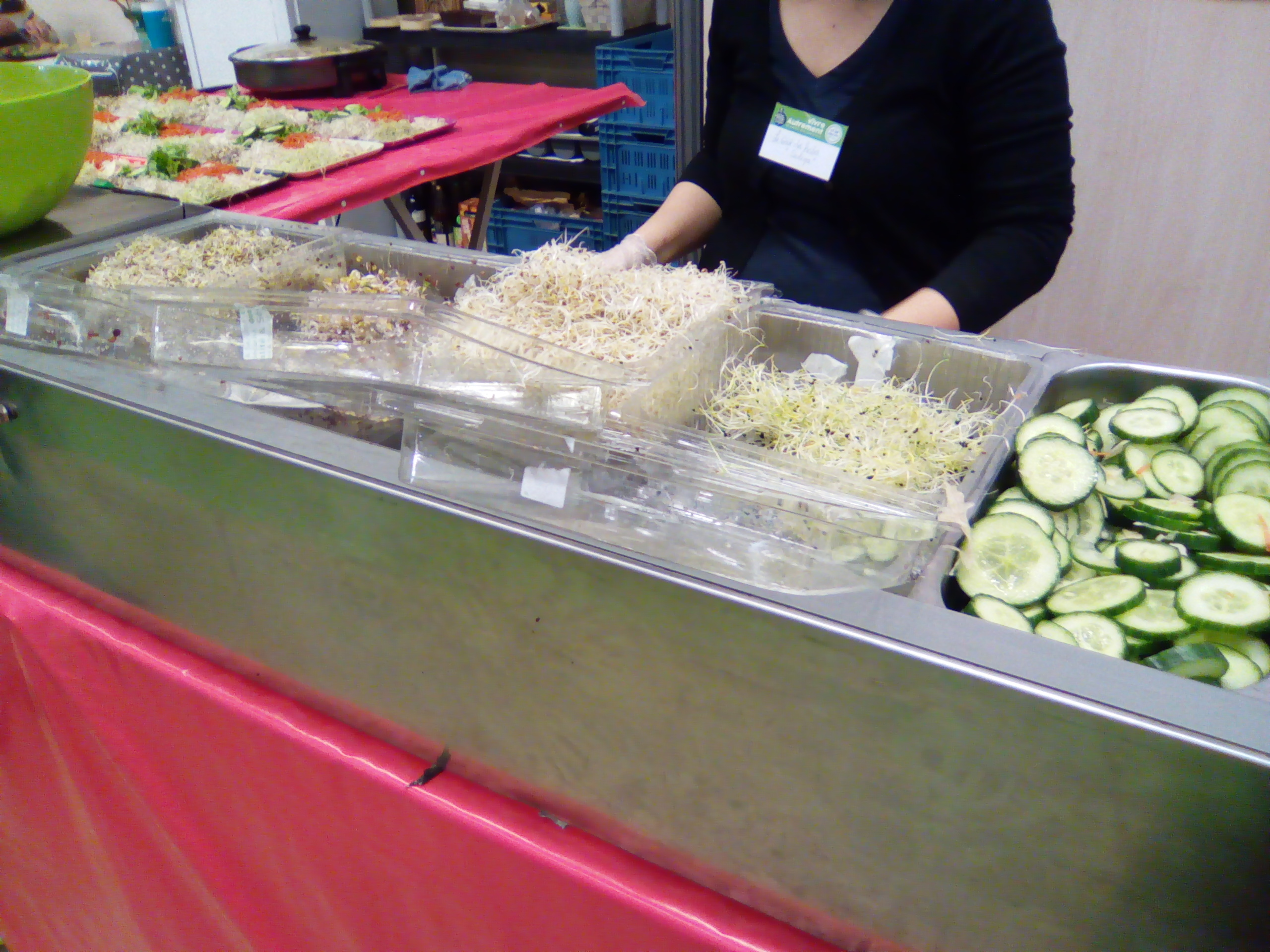
Stand de restauration végane (végétalienne) au salon Vivre autrement (Paris, France)

Certains modes d'alimentation courants ont un effet négatif sur la santé car ils contiennent trop de produits d'origine animale et pas assez de produits d'origine végétale. Par rapport à ces régimes déséquilibrés, certains aspects du végétalisme représentent une amélioration,, en partie parce qu'un régime végétalien satisfait ou dépasse souvent les recommandations nutritionnelles pour les fruits et légumes.
Les alimentations sans viande contiennent généralement moins d'acides gras saturés, de cholestérol, et de protéines animales, et généralement plus de glucides, de fibres alimentaires, de magnésium, de potassium, de vitamine B9, d'antioxydants comme les vitamines C et E, et de composés phytochimiques. Au Canada, les personnes s'alimentant sans viande ont un indice de masse corporelle plus bas que celles ayant une alimentation omnivore ; il en découle une baisse du taux de mortalité par ischémie myocardique, du cholestérol, de la pression artérielle, ainsi que des taux inférieurs d'hypertension, de diabète de type 2 et de cancers de la prostate et du côlon. En revanche, une étude de cohorte japonaise observe une association entre la consommation accrue de lait, viande, poisson dans le pays entre 1966 et 1981 et la forte baisse concomitante de la mortalité par maladies cérébrovasculaires, notamment par hémorragie cérébrale, suggérant un possible lien de causalité entre les deux.

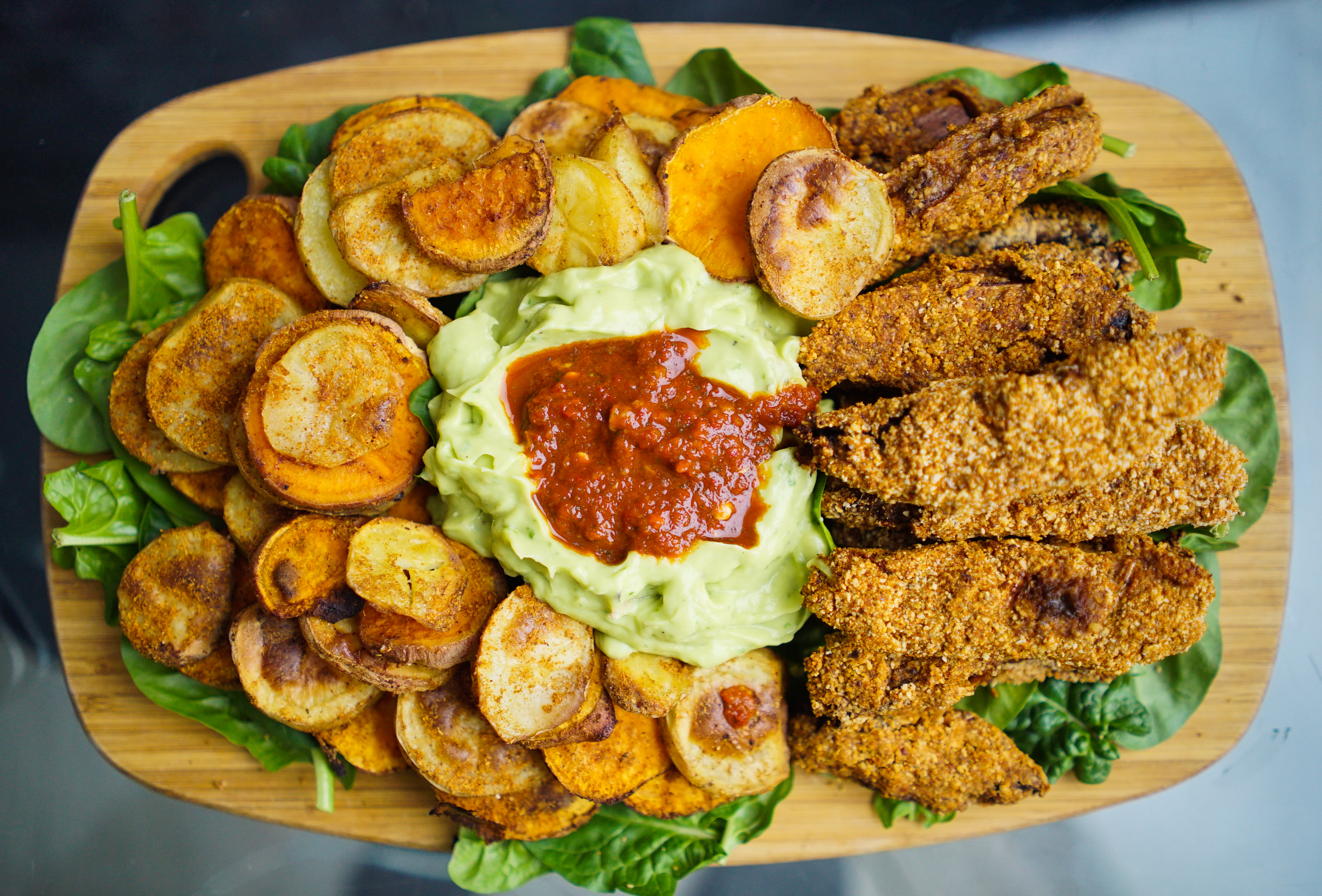
Plat végétalien avec viande végane, patates douces, guacamole, champignons, salade (Israël).

Une méta-analyse de 1999 de cinq études comparant les taux de mortalité des végétariens et des non-végétariens dans les pays occidentaux trouve des taux de mortalité équivalents chez les végétaliens et ceux qui mangent de la viande régulièrement. Une étude de 2003 réalisée par des végétariens britanniques, dont des végétaliens, trouve des taux de mortalité similaires entre les végétariens et les non-végétariens.

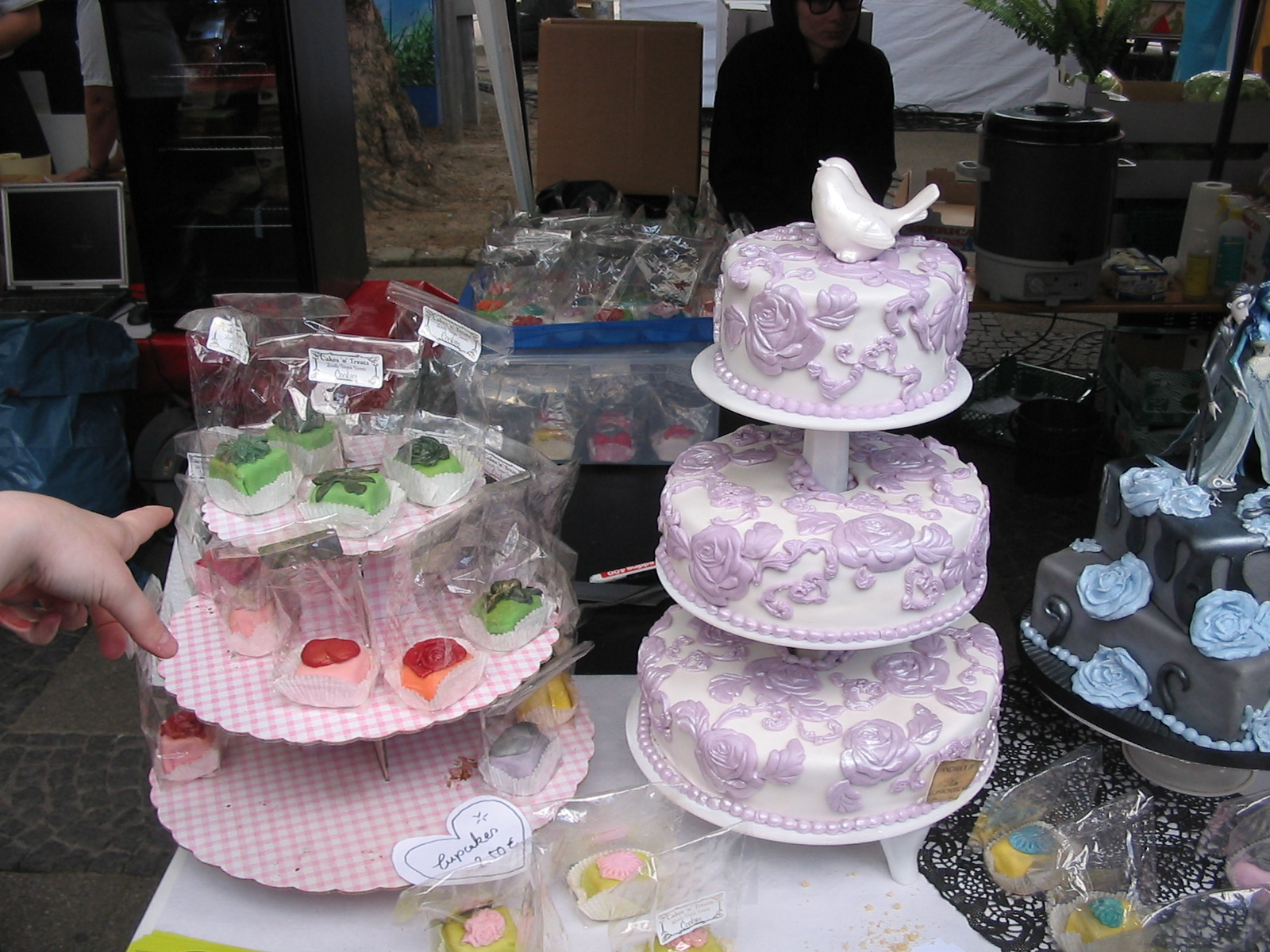
Gâteau et cupcakes végans (Dortmund, Allemagne).

Dans une large étude prospective menée en Amérique du Nord entre 2002 et 2006 (Adventist Health Study 2), comparant la santé de personnes suivant cinq différents régimes alimentaires (végétalien, végétarien, pesco-végétarien, flexitarien et non végétarien), le groupe de personnes suivant un régime végétalien est le seul à ne pas être en surpoids (indice de masse corporelle (IMC) moyen de 23,6 kg/m2). La prévalence du diabète de type 2 est de seulement 2,9 % chez les végétaliens, contre 3,2 % chez les végétariens, et 7,6 % chez les non-végétariens. Même à l'intérieur d’une même catégorie de corpulence, le risque de diabète de type 2 est fortement réduit chez les végétaliens (2 % contre 4,6 % chez les non-végétariens, pour un IMC inférieur à 30 ; 8 % contre 13,8 % pour un IMC supérieur à 30). D'après une autre étude réalisée à partir de la même base de données, le végétalisme est associé à une mortalité plus faible, toutes causes confondues, que le végétarisme ou qu'un régime carné classique ; la mortalité la plus faible est associée au pesco-végétarisme,.
Lors d'une étude de 2006, un régime végétalien pauvre en lipides conduit à une réduction plus importante du poids, de l'IMC, du cholestérol total et du cholestérol LDL de diabétiques de type 2 que le régime prescrit par l'American Diabetes Association.
Une étude de 2011 a évalué la relation entre régime alimentaire et risque de cataracte au Royaume-Uni. Durant 15 ans, 27 670 personnes ont été suivies : le risque le plus élevé de développer une cataracte est retrouvé chez les gros consommateurs de viande. Ce risque se réduit légèrement chez le groupe qui en consomme des quantités modérées. Chez les végétariens et (encore plus) les végétaliens, la réduction du risque de cataracte est jusqu'à 40 % plus importante. En 2019, une méta-analyse montre par ailleurs que « la plupart des vitamines et des caroténoïdes sont considérablement associés à un risque réduit de cataracte, notamment ceux présents dans les agrumes, les piments, les carottes, les tomates et les légumes vert foncé tels que les épinards, les brocolis et le chou kale »,.
Pour l'Académie de nutrition et de diététique, les végétariens et les végétaliens sont moins susceptibles de souffrir de certaines maladies, notamment les cardiopathies ischémiques, le diabète de type 2, l'hypertension, certains types de cancer et l'obésité. Un faible apport en graisses saturées et une consommation élevée de légumes, fruits, céréales complètes, légumineuses, produits à base de soja, noix et graines (tous riches en fibres et en composés phytochimiques) sont caractéristiques des alimentations végétarienne et végétalienne, qui produisent des taux plus faibles de cholestérol total et de cholestérol LDL et un meilleur contrôle de la glycémie. Ces facteurs contribuent à la réduction des maladies chroniques.

### Risques et précautions
Selon l'Académie de nutrition et de diététique (États-Unis), un « régime végétarien bien planifié, y compris le régime végétalien, est bon pour la santé, adapté sur le plan de la nutrition, et peut présenter des avantages dans la prévention et le traitement de certaines maladies. Les régimes végétariens bien planifiés sont adaptés à tous les stades de la vie, y compris en cours de grossesse, pendant l'allaitement, la petite enfance, l'enfance, l'adolescence, le grand-âge et pour les athlètes […]. Les végétaliens ont besoin de sources fiables de vitamine B12, comme les aliments enrichis ou les compléments. ».
Le National Health Service (ministère de la Santé britannique) estime également qu'avec une bonne planification et une bonne compréhension de l'équilibre nutritionnel, une alimentation végane peut fournir les nutriments dont le corps a besoin.
En 2017, une quarantaine de professionnels de santé français publient une tribune en faveur de la reconnaissance de la viabilité de l'alimentation végétalienne en France.
En mai 2019, à la suite d'hospitalisation et de décès dans les hôpitaux, crèches et écoles de Belgique et à la demande du Délégué général aux droits de l'enfant Bernard De Vos, l'Académie royale de médecine de Belgique émet toutefois un avis opposé pour les nourrissons et les femmes enceintes. Pour cette institution, « de plus en plus fréquemment imposé par des parents à leurs nourrissons, le régime végan est à proscrire. Ce régime restrictif engendre d’inévitables carences et nécessite un suivi permanent des enfants pour éviter les carences et des retards de croissance souvent irréversibles ». Pour l'Académie, « il est tout à fait non recommandé médicalement et même proscrit de soumettre un enfant, en particulier lors des périodes de croissance rapides, à un régime potentiellement déstabilisant, justifiant des supplémentations et nécessitant des contrôles cliniques et biologiques fréquents ».
Le docteur Jérôme Bernard-Pellet, médecin nutritionniste, végan et cofondateur de l'Association des professionnels de santé pour une alimentation responsable,, critique cette prise de position ; il estime que « la majorité des sources citées contredisent les conclusions trompeuses et alarmistes de l’avis rendu »,. En juin 2019, en réponse aux critiques portant sur son premier avis, l'Académie royale de médecine de Belgique publie une réponse, dans laquelle elle prend acte que c'est « [son] avis sur le végétalisme pendant la grossesse, l'allaitement et le jeune âge qui suscite la controverse ». Elle observe que d'autres institutions ont émis des avis semblables à propos du régime végétalien,. Ainsi, la Société allemande de nutrition (de) (DGE) écrit en 2016 : « La DGE ne recommande pas le régime végétalien pour les femmes enceintes ou allaitantes, les nourrissons, les enfants ou les adolescents ». Cet avis est repris par les autorités fédérales allemandes sur leur site internet.
En septembre 2019, un collectif de 115 scientifiques belges et étrangers, réunis à l'initiative du cardiologue Lamprini Risos et de Catherine Devillers, médecin généraliste et militante du parti animaliste DierAnimal, conteste l’avis de l’Académie royale de médecine de Belgique (ARMB) sur les dangers du végétalisme et dénonce un « avis infondé [qui] relève de la désinformation ». Estimant que « le rapport de l'ARMB tire toujours des conclusions contraires à celles de ses sources », les scientifiques l'invitent à revoir sa position.
En France, le Programme national nutrition santé indique en 2019 : « Les femmes enceintes et qui allaitent ayant une alimentation végétalienne, mais aussi leurs jeunes enfants, doivent bénéficier d’une attention médicale toute particulière compte tenu des difficultés que peut présenter un tel régime pour assurer la couverture des besoins nutritionnels. ».
Des chercheurs irlandais considèrent qu'une alimentation végétalienne mal planifiée contribue à la malnutrition dans les pays développés et accroit le risque de carences en iode, en oligo-éléments, en acides gras oméga-3, en calcium, en magnésium, en vitamines B12, D et E,.
En avril 2021, le Conseil supérieur de la santé (Belgique) déconseille à son tour le végétalisme aux femmes pendant la grossesse et l'allaitement, ainsi qu'aux nourrissons et enfants en bas âge.

#### Oméga-3 et Oméga-6

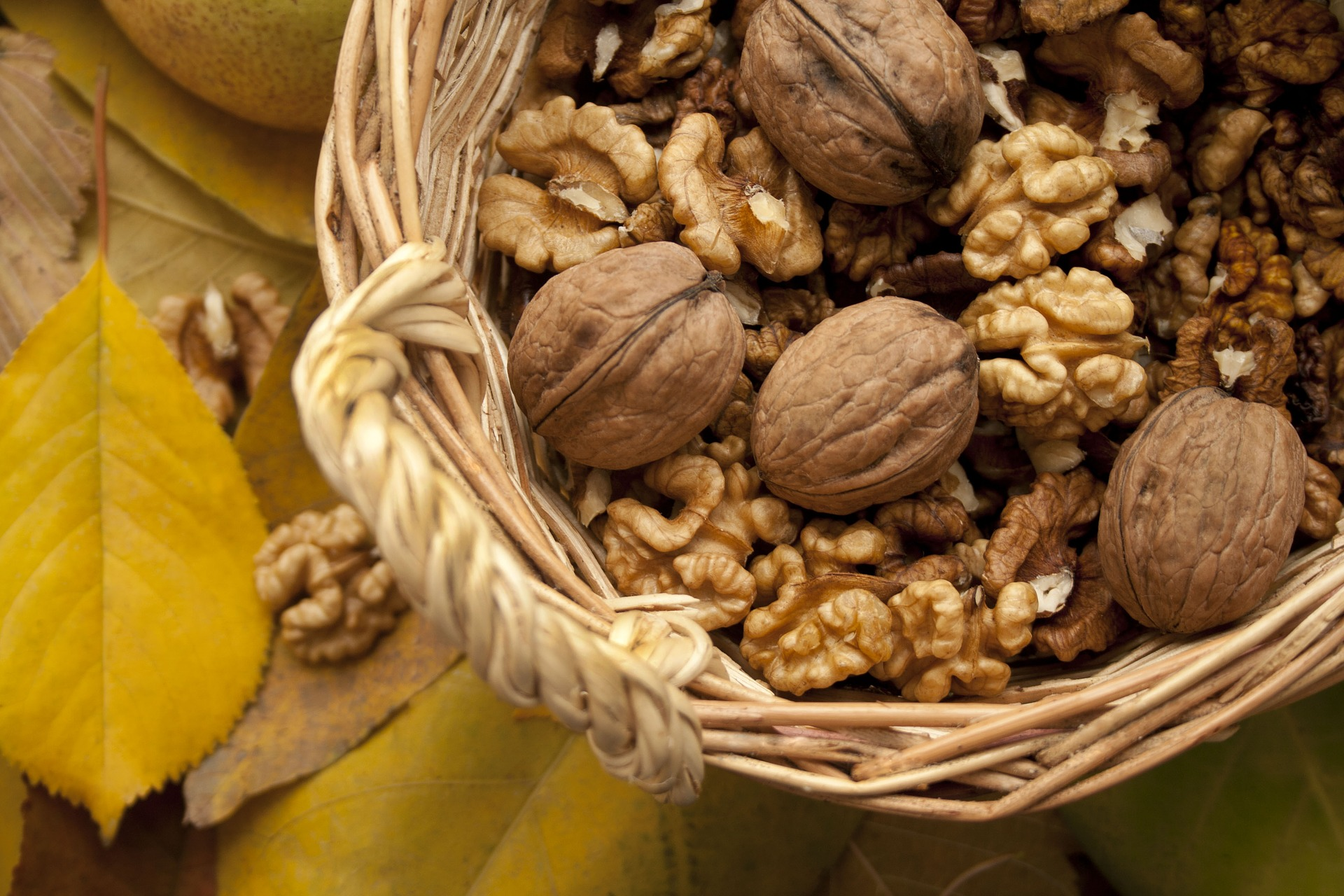
Les noix sont une source d'acides gras Oméga-3.

Les acides gras omégas (Oméga-3 et Oméga-6) font partie de la grande famille des acides gras polyinsaturés essentiels. Ils sont dits « essentiels » parce que le corps n’en fabrique pas et qu’ils sont nécessaires à son développement et à son fonctionnement. Il est donc primordial de les obtenir par le biais de l’alimentation. Ils diminuent les phénomènes inflammatoires et dégénératifs et maintiennent l'élasticité de la peau et des artères. Ils protègent des maladies cardiovasculaires, de l'obésité, de dysfonctionnements musculaires, hormonaux, immunitaires, cérébraux et peut-être de certains cancers.
Les acides gras Oméga-6 sont présents en grande quantité dans les végétaux. On en trouve dans : l'açaí, les haricots, les huiles végétales et l'huile de colza en particulier, le lin (en huile et en graines), les algues bleues et vertes, la chlorelle, le maïs, les légumes verts feuillus, le chanvre, les pignons de pin, les graines de citrouille, les graines de sésame, le soja, les choux (tous), les courges, les noix, la salade de blé…
Les acides gras Oméga-3 (abondants dans les poissons et les œufs) sont plus rares dans l'alimentation végétale. L'huile de lin et l'huile de cameline sont de très bonnes sources végétales d'Oméga-3 (ainsi que les noix et l'huile de colza, dans une moindre mesure). Les sources végétales (à part certaines algues) contiennent surtout de l'acide alpha-linolénique (ALA) et peu des autres acides gras Oméga-3 — acide eicosapentaénoïque (EPA) et docosahexaénoïque (DHA) notamment — également nécessaires. Le corps humain peut produire l'EPA et le DHA à partir de l'ALA, mais dans une faible proportion,.

#### Vitamine B12

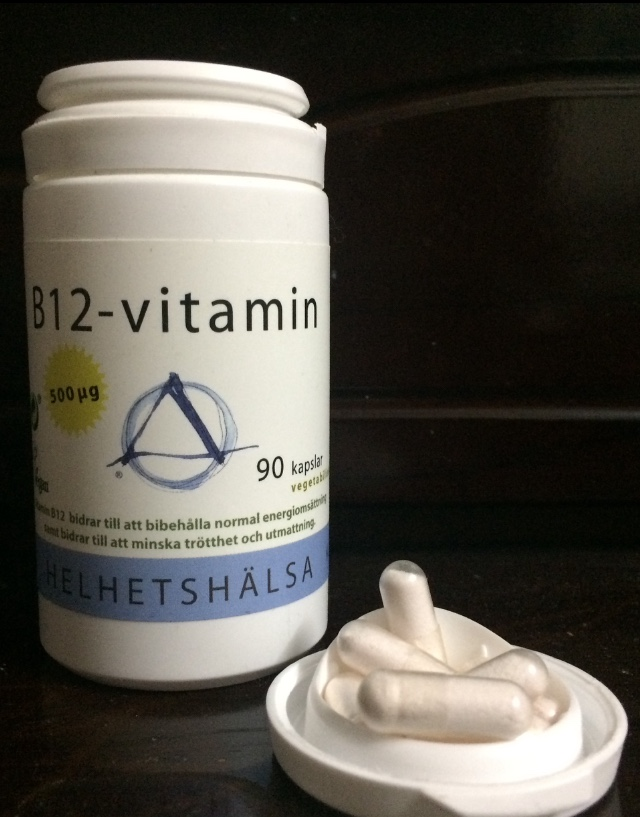
Vitamine B12 en complément alimentaire indispensable.

La vitamine B12, ou cobalamine, n'est synthétisée que par certaines bactéries et archées. Elle peut toutefois se retrouver en quantité suffisante dans les tissus des animaux et en quantité infime dans les tissus des végétaux ou autres formes de vie incapables de la produire, soit par interaction microbienne soit par consommation directe de B12,,. Beaucoup de céréales du petit déjeuner sont enrichies en vitamine B12. Des algues, comme la spiruline, contiennent principalement des analogues de vitamine B12 qui ne sont pas utilisables par les humains ; d'autres algues pourraient en fournir une forme biodisponible, du moins chez le rat (la vitamine B12 est d'ailleurs un élément nécessaire à la croissance de certaines algues), mais, selon le consensus actuel, les algues ne seraient pas une source fiable de vitamine B12. Quant à la levure de bière, pourtant riche en vitamines B, elle n'en contient pas non plus. Chez l'humain, la vitamine B12 est synthétisée dans le côlon où elle ne peut pas être absorbée.
Parmi les champignons, le Lentin du Chêne (également connu sous les noms shiitake, champignon parfumé, etc.), consommé notamment en Asie, ne produit pas lui-même la vitamine B12, mais la tire des bûches de bois sur lesquelles on le fait pousser.
Les principales organisations véganes et végétariennes recommandent à tous les végétaliens et aux véganes de manger des aliments enrichis en vitamine B12 ou de prendre un complément alimentaire,, une carence en vitamine B12 exposant à un risque de syndrome neuro-anémique.

#### Vitamine D

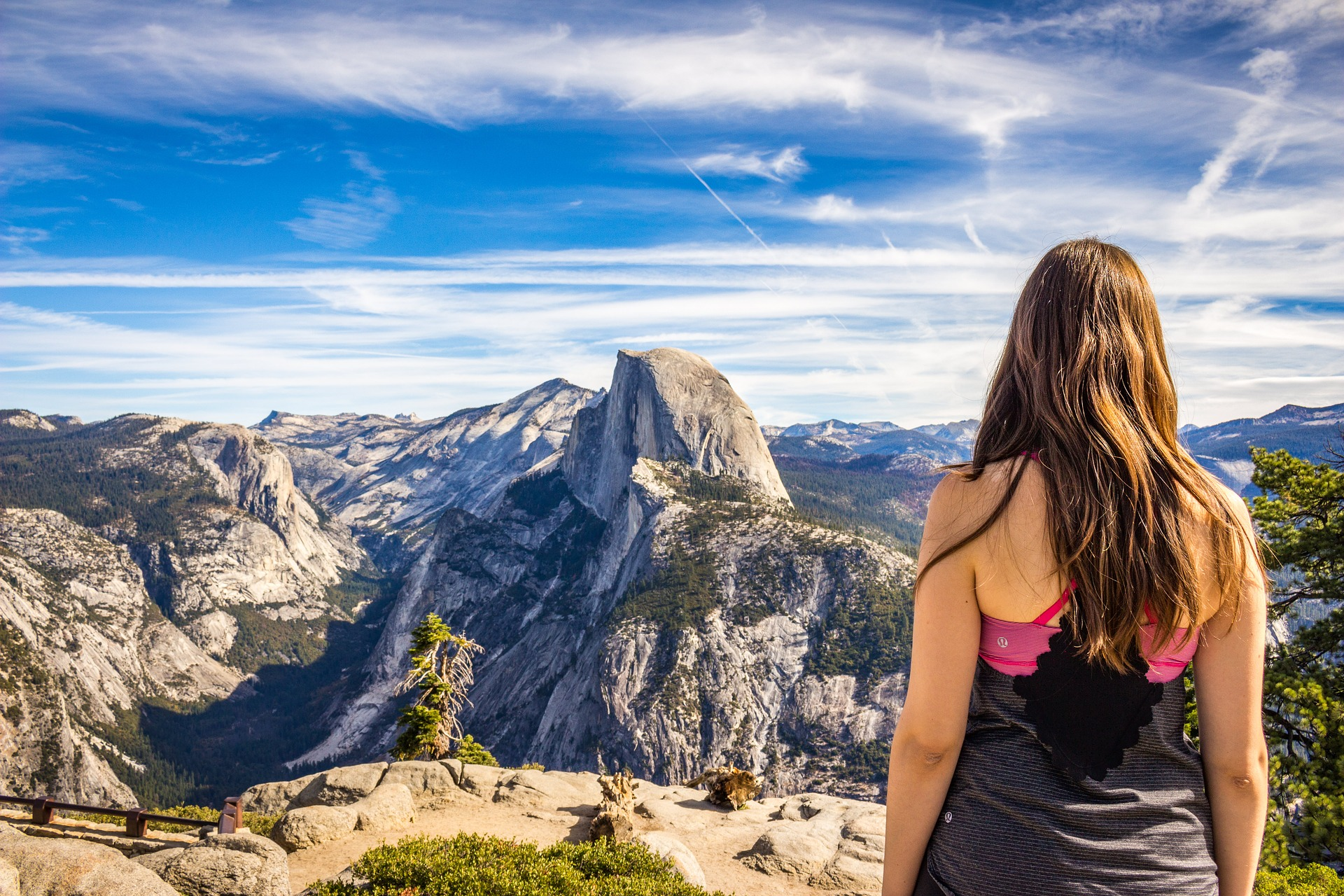
S'exposer tous les jours au soleil permet de synthétiser de la vitamine D.

Le risque de carence en vitamine D est plus élevé chez les personnes végétariennes.
La contribution de l'alimentation à l'apport global en vitamine D est toutefois limitée, de l'ordre de 10 à 20 %. L'Observatoire national des alimentations végétales (ONAV) en conclut que les personnes adoptant un régime végétarien ou végétalien ne sont pas plus à risque de carence que la population générale. Comme les sources alimentaires de vitamine D sont rares pour ces personnes, leur apport en vitamine D repose essentiellement sur l'exposition au soleil et sur des compléments alimentaires.

#### Calcium
Il est recommandé aux végétaliens de consommer des aliments riches en calcium, tels que du lait de soja enrichi en calcium, du tofu (fabriqué avec du sulfate de calcium), des navets, du chou frisé, du brocoli, des amandes, des céréales et des légumes secs, et de prendre, si nécessaire, des suppléments de calcium,.

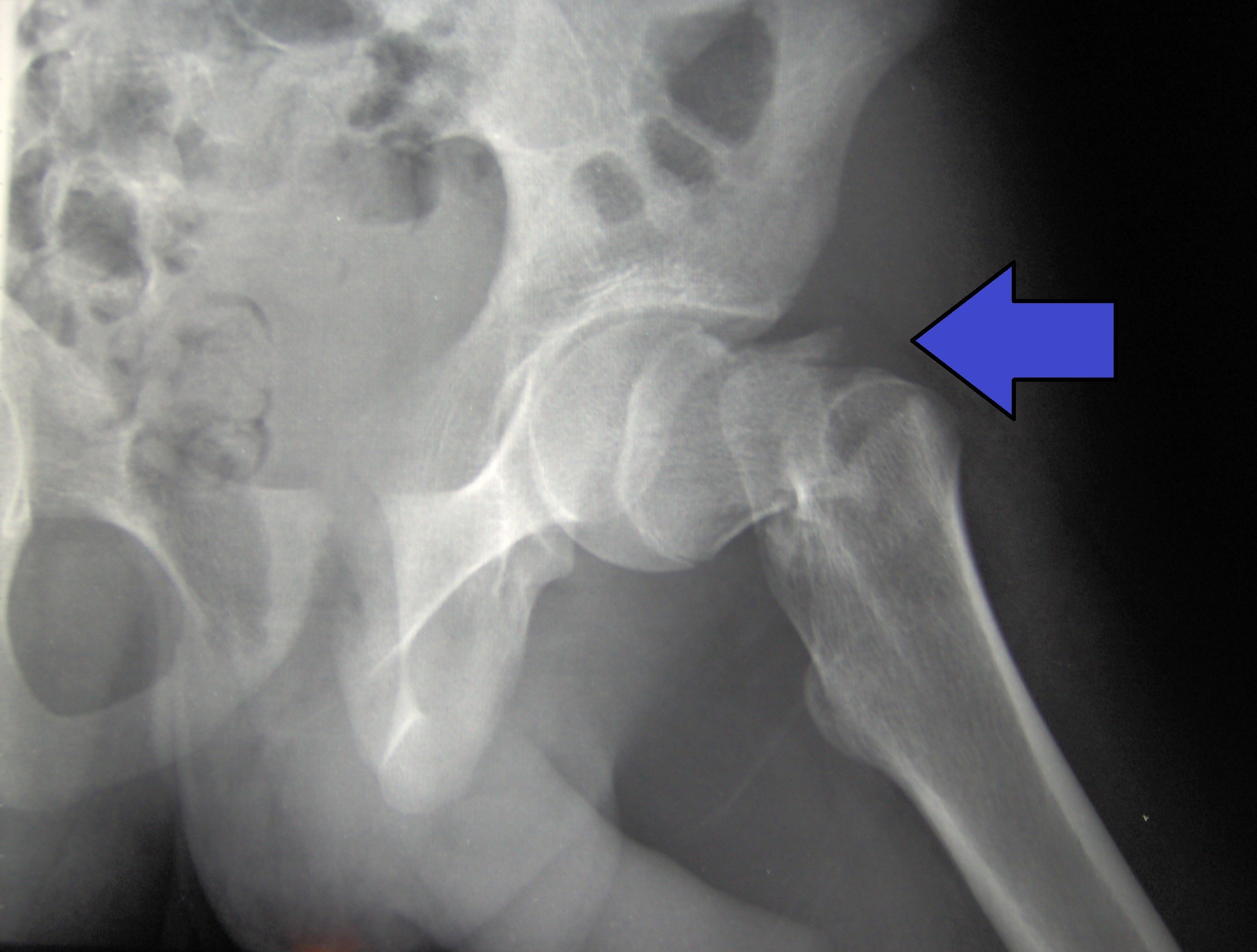
Fracture de l'extrémité supérieure du fémur.

Une étude d'EPIC-Oxford, réalisée sur la base d'un échantillon de 34 696 personnes (dont 1 126 végétaliens) suivies pendant 5 ans, demontre que les végétaliens européens couraient un risque de fracture 30 % plus élevé que les personnes mangeant de la viande ou du poisson et les ovo-lacto-végétariens ; toutefois, lorsque l'analyse était limitée aux personnes bénéficiant d'un apport en calcium dans l'alimentation au moins égal à 525 mg par jour (l'apport moyen recommandé au Royaume-Uni), le risque redevenait identique chez les végétaliens et dans le reste de la population. Les auteurs concluent que « le risque accru de fracture chez les végétaliens apparaît être la conséquence de leur apport en calcium en moyenne considérablement plus faible. » Une autre étude espagnole de 2019 parvient aux mêmes conclusions.
Une étude sur la densité minérale osseuse (réalisée en compilant plusieurs études regroupant 2 749 personnes au total) établit que les végétaliens ont les os 6 % moins denses que ceux des omnivores mais les auteurs concluent que cette différence est « cliniquement non significative ». Une autre étude, émanant de la même équipe de chercheurs et consistant à comparer 105 nonnes bouddhistes végétaliennes ménopausées et 105 femmes omnivores, a constaté une prévalence de l'ostéoporose légèrement plus élevée chez les femmes végétaliennes, mais la différence était faible au regard de l'apport en calcium constaté dans les deux groupes. Cela a conduit les chercheurs à conclure que :

« bien que les végétaliens aient un apport alimentaire bien moindre en calcium et en protéines que les omnivores, le végétalisme n'a pas d'effet défavorable sur la densité minérale osseuse et n'altère pas la constitution du corps. »

#### Fer
Le fer est présent dans l'alimentation sous deux formes : héminique et non héminique. Le fer héminique est facilement absorbé : le taux d'absorption est stable autour de 25 % ; on le trouve dans les protéines qui contiennent le groupe hème (dans le sang et les muscles notamment). Dans les plantes, on en trouve dans les mitochondries de toute cellule qui utilise l'oxygène pour la respiration, mais cet apport est négligeable. Le fer non héminique constitue la quasi-totalité du fer apporté par les végétaux et une proportion variable mais majoritaire du fer apporté par les produits animaux. Le fer des œufs et du lait notamment est non héminique ; par ailleurs, certains éléments contenus dans ces produits (comme la caséine dans le lait) réduisent l'absorption du fer par l'organisme, si bien qu'ils ne constituent pas une source de fer significative,. L'absorption du fer non héminique est plus faible que celle du fer héminique. Elle est fonction du stock déjà présent dans l’organisme ; elle dépend aussi du type de repas et peut donc varier sensiblement. Une moyenne de 5 % est une estimation raisonnable dans un repas omnivore classique. Alors que la consommation de thé ou de café réduit la fixation du fer par l'organisme, la consommation conjointe de produits riches en vitamine C et d'aliments riches en fer améliore l'absorption de celui-ci. Une fois absorbé, le fer est utilisé de la même façon par l'organisme qu’il soit héminique ou non.
Certains aliments comme l'ortie ou la graine de sésame sont très riches en fer et en d'autres minéraux. Le fer est également abondant dans les céréales et légumineuses, les oléagineux, les fruits secs, certains légumes et le chocolat. Les carences en fer ne sont pas plus courantes chez les végétaliens que chez les non végétaliens.

#### Protéines

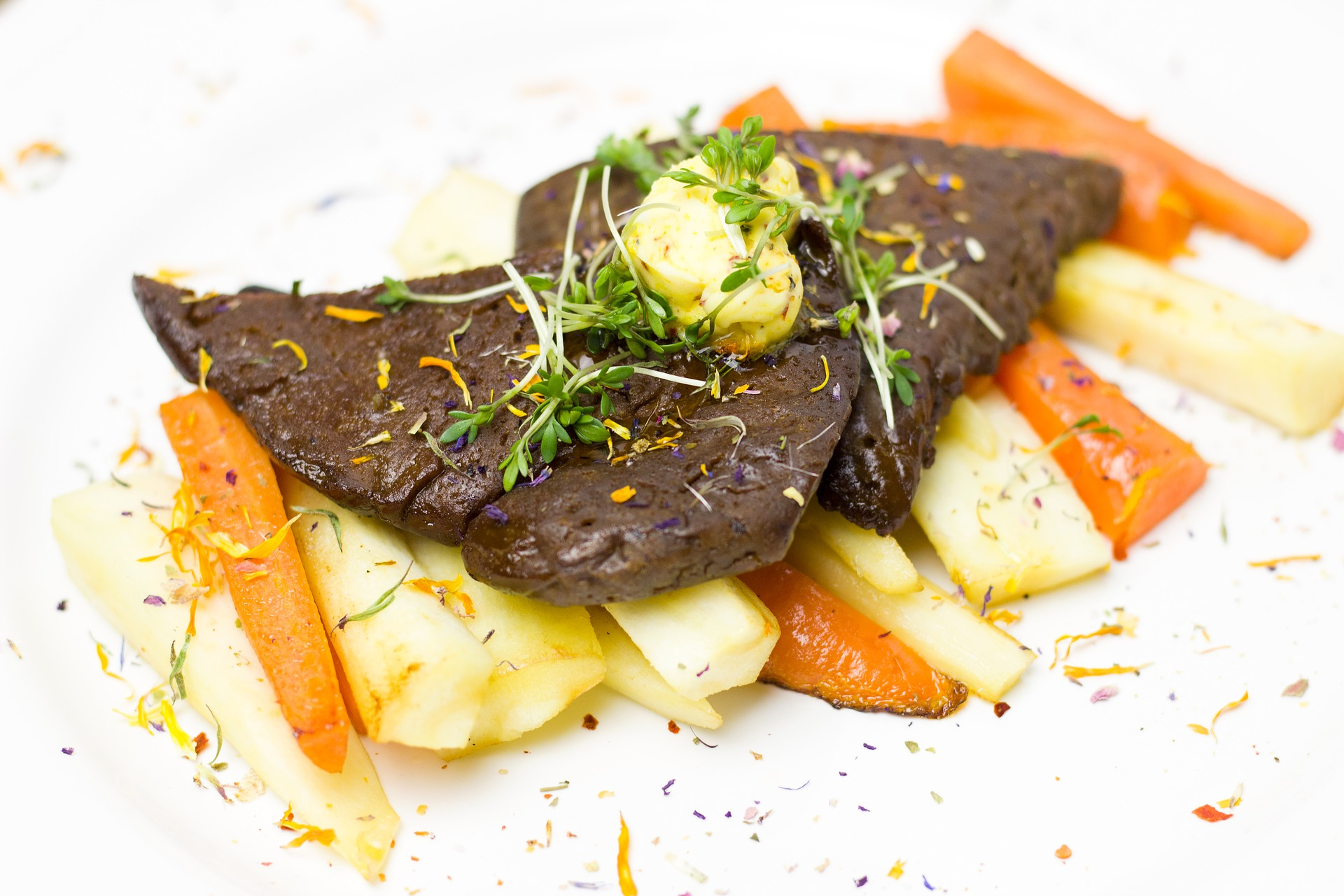
Le seitan est un aliment riche en protéines.

Selon l'Académie de nutrition et de diététique et les Diététistes du Canada :

« [les] protéines végétales peuvent à elles seules satisfaire les besoins nutritionnels si une alimentation végétale variée est consommée et que les besoins en énergie sont satisfaits. »

Les produits à base de soya (tofu, edamame, etc.), les autres légumineuses (lentilles, pois, haricots secs, etc.), les grains entiers (quinoa, sarrasin, sésame, lin, etc.) et les noix (amande, noix de Grenoble, noix de cajou, etc.) sont riches en protéines. Ces protéines ont un contenu variable en acides aminés essentiels (acides aminés non ou insuffisamment synthétisés par le corps humain), certains d'entre eux pouvant être considérés comme « limitants » : les acides aminés soufrés (méthionine et cystéine) dans la plupart des légumineuses ; la lysine dans les céréales ; le tryptophane dans le maïs. Une alimentation végétale variée, notamment une alimentation associant céréales et légumineuses, permet toutefois d'équilibrer l'apport alimentaire quotidien en acides aminés.
Le soja contient les huit acides aminés essentiels en bonnes quantités et proportions : « la protéine de soja peut couvrir les besoins en protéines aussi efficacement que les protéines animales », tout comme le quinoa et le sarrasin. Néanmoins, une consommation excessive de soja peut ne pas être recommandée pour certains profils. Par ailleurs, les compléments alimentaires à base d'isoflavones de soja, utilisés par exemple pour pallier certains symptômes de la ménopause, peuvent accroitre le développement des tumeurs cancéreuses ; le soja lui-même ne présente pas ce risque.

#### Produits ultratransformés
Des industriels de l'agroalimentaire développent des produits pour satisfaire la demande croissance d'aliments végétaliens. Afin de donner de bonnes qualités organoleptiques à leurs produits, les industriels peuvent y intégrer une quantité importante de sel, sucres et divers additifs (texturants, édulcorants, arômes) qui en font des aliments ultratransformés, aux dépens de leur qualité nutritive. Une étude publiée en 2020 note que les consommateurs français adoptant une alimentation végétalienne consomment en moyenne près de 40 % d'aliments ultratransformés, contre environ un tiers chez les autres,.
Toutefois, des études plus récentes réalisées par sous-groupes d'aliments ultratransformés ont montré que seuls les aliments contenant des produits d'origine animale et les boissons sucrées étaient liés à un risque accru de cancer et de multimorbidité cardiométabolique. En revanche, ce n’était pas le cas pour les similicarnés ou les produits céréaliers. Ces résultats sont cohérents avec une méta-analyse réalisée sur trois larges cohortes américaines, dans laquelle la consommation de céréales complètes ou de fruit ultratransformés semblait diminuer le risque de survenue de diabète.

#### Femmes enceintes et nourrissons

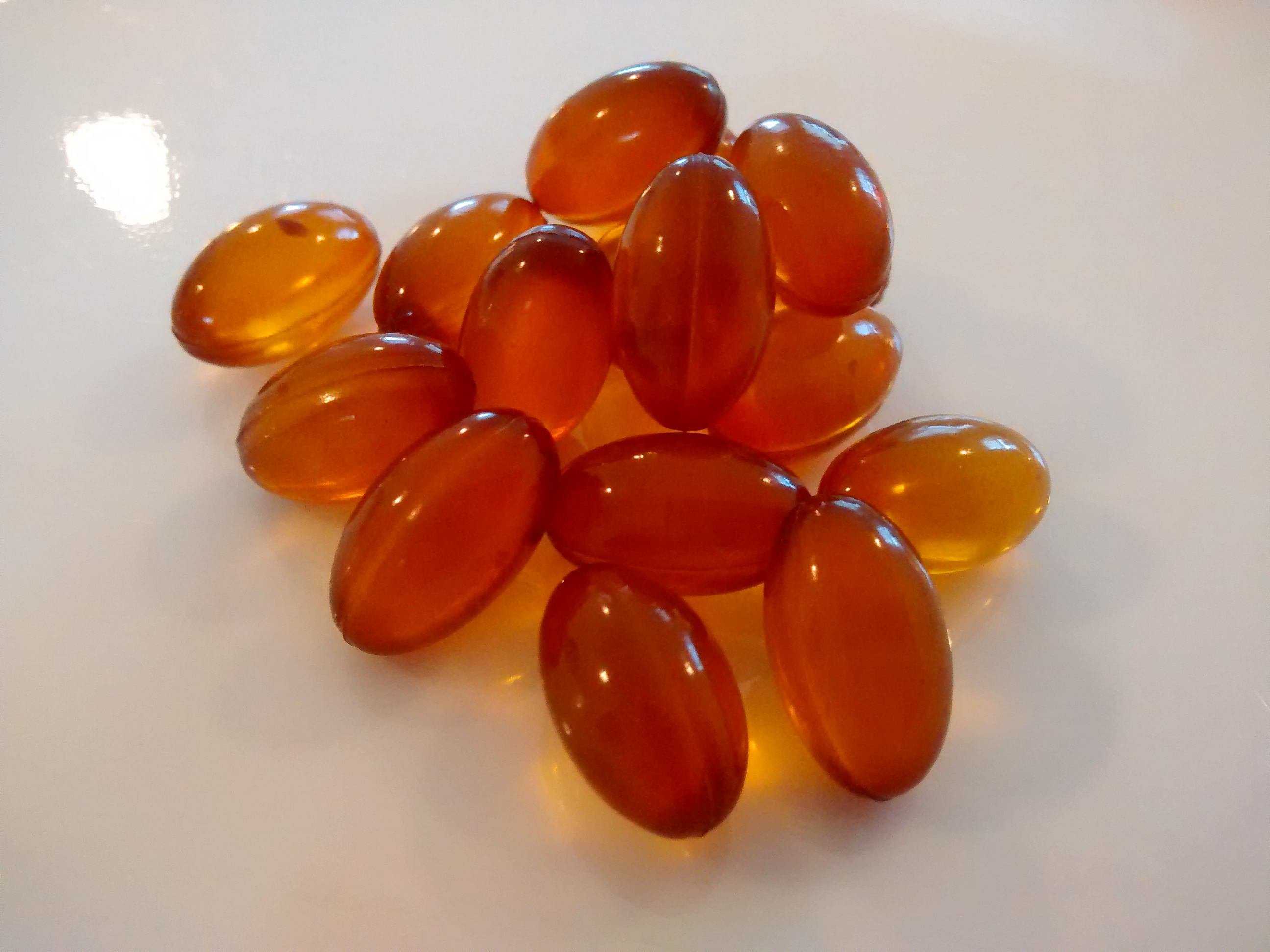
Gélules d'acide docosahexaénoïque (DHA) d'origine végétale.

L'alimentation des femmes enceintes et celle des nourrissons doivent faire l'objet d'une attention particulière. L'Académie de nutrition et de diététique et les diététistes du Canada conseillent aux végétaliennes susceptibles d'avoir un enfant de prendre quotidiennement de la vitamine B9 sous forme de complément ou d'aliments enrichis, et recommandent que les végétaliennes enceintes et allaitantes absorbent, chaque jour, de la vitamine B12, qu'elles consomment un précurseur de DHA (graines de lin, huile de lin, huile de colza, huile de soja) ou un complément végétarien en DHA (il est assez coûteux), et qu'elles se supplémentent en vitamine D et en fer si nécessaire. Pour le savoir, elles doivent se soumettre à des prises de sang régulières.
Pour l'Académie royale de médecine de Belgique, le régime végétalien est « à proscrire » pour les nourrissons,.

##### Laits végétaux
Pour les nourrissons, un régime à base de lait végétal non maternisé fait encourir un grave risque de carences (comme, dans une bien moindre mesure, les laits animaux non maternisés) pouvant mener à la mort,,,,,. De plus, si le nourrisson survit, « toute insuffisance d’apport en énergie, protéines, lipides, minéraux, vitamines ou oligo-éléments aura des répercussions sur (sa) croissance et (son) développement cérébral qui seront d’autant plus sévères que l’insuffisance d’apport est précoce, importante et prolongée ».
Pour les parents ne souhaitant pas nourrir leur enfant à partir de produits animaux ou pour les nourrissons allergiques aux protéines de lait de vache (diagnostic qui doit être réalisé par un médecin), il existe des laits maternisés à base de végétaux spécialement conçus pour les nourrissons selon leur âge et leur profil,,. Cependant, même si le lait de soja contenu dans certaines préparations maternisées est adéquat pour la croissance des enfants, il pourrait avoir un impact sur le système reproducteur des nourrissons,. Un nourrisson intolérant au lactose ou ayant des parents végans peut aussi être nourri avec « des préparations infantiles à base de protéines de riz. Au moins, elles correspondent aux directives européennes CE » ; elles sont prescrites par des médecins car « il s'agit toujours de préparations spécialement formulées pour couvrir les besoins des nourrissons », précise l'Anses,.

##### Déficiences nutritionnelles observées chez de jeunes enfants
Une alimentation végétalienne mal conçue peut causer des déficiences nutritionnelles graves chez les jeunes enfants, dont les journaux se sont souvent fait l'écho,,,,. Des « connaissances poussées en nutrition » et des compléments alimentaires sont nécessaires pour éviter les carences.
En Italie, un projet de loi visant à sanctionner les parents imposant un régime alimentaire végan à leurs enfants a été déposé par une députée de centre droit en 2016. Ce projet de loi fait suite à l'hospitalisation de quatre enfants pour malnutrition car ceux-ci suivaient un régime végan imposé par leurs parents,. Cette question de « maltraitance » liée au véganisme de 3 % d'enfants végans se pose également en Belgique, où il est question qu'on retire la tutelle à leurs parents, après la mort d'un bébé dont les parents végans ont été condamnés,.

#### Enfants
Pour les enfants, outre les recommandations aux adultes (vitamines B12 et D notamment), il convient de prêter attention à l'apport en fibres, qui peut être excessif, et à la densité energétique, qui peut être insuffisante pour l'apport calorique et minéral.
Si cette pratique peut être adoptée sans risque de déficience mentale ou physique, l'étude relève que les enfants sont légèrement plus petits et plus légers que la moyenne (notamment les garçons).

## Hostilité envers les végétaliens
Selon un article du Guardian de 2019, citant une étude de 2015, les végans et les végétariens font l'expérience d'une discrimination et de préjugés défavorables de la population générale au même titre que d'autres minorités. Les végans sont parfois représentés comme des prêcheurs et des moralisateurs (« vegans are portrayed as preachy and sanctimonious »).

## Galerie de mets
Quasiment tous les plats et préparations culinaires existant possèdent leur équivalent végétalien et leur variété permet un régime sain et équilibré, en plus des compléments alimentaires indispensables.

Nourritures végétaliennes
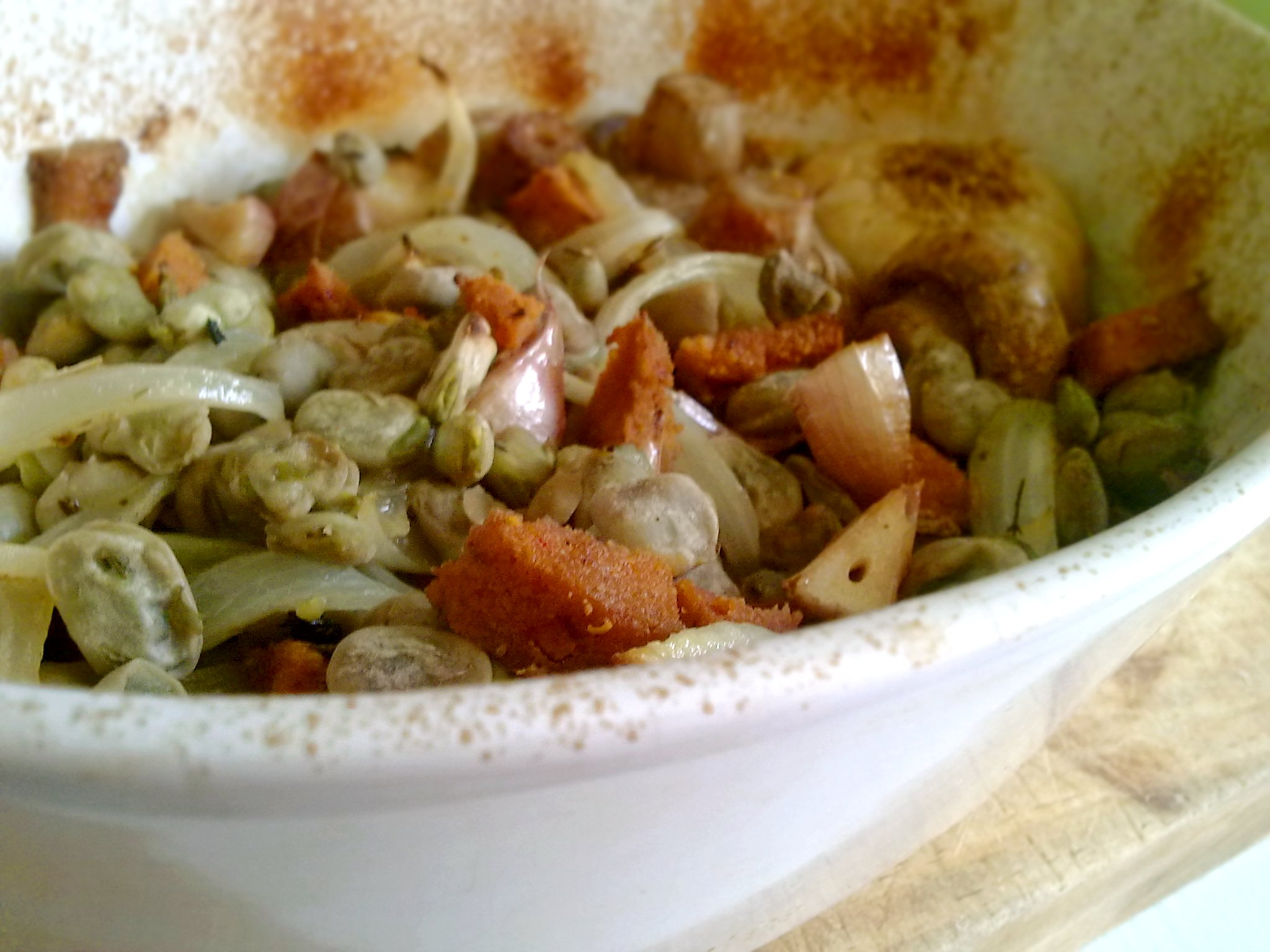
Haricots au chorizo végan.
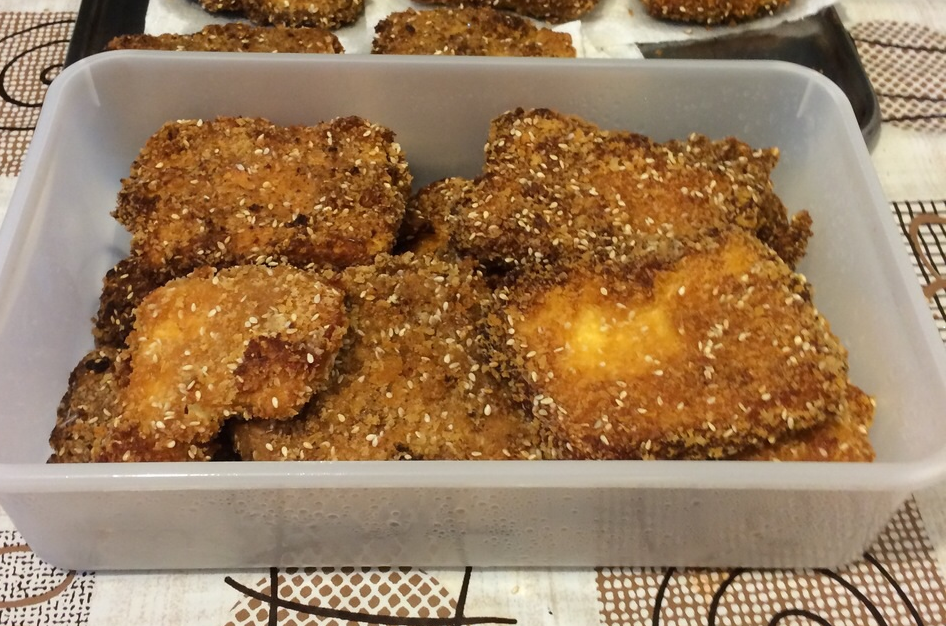
Escalope à la viennoise.
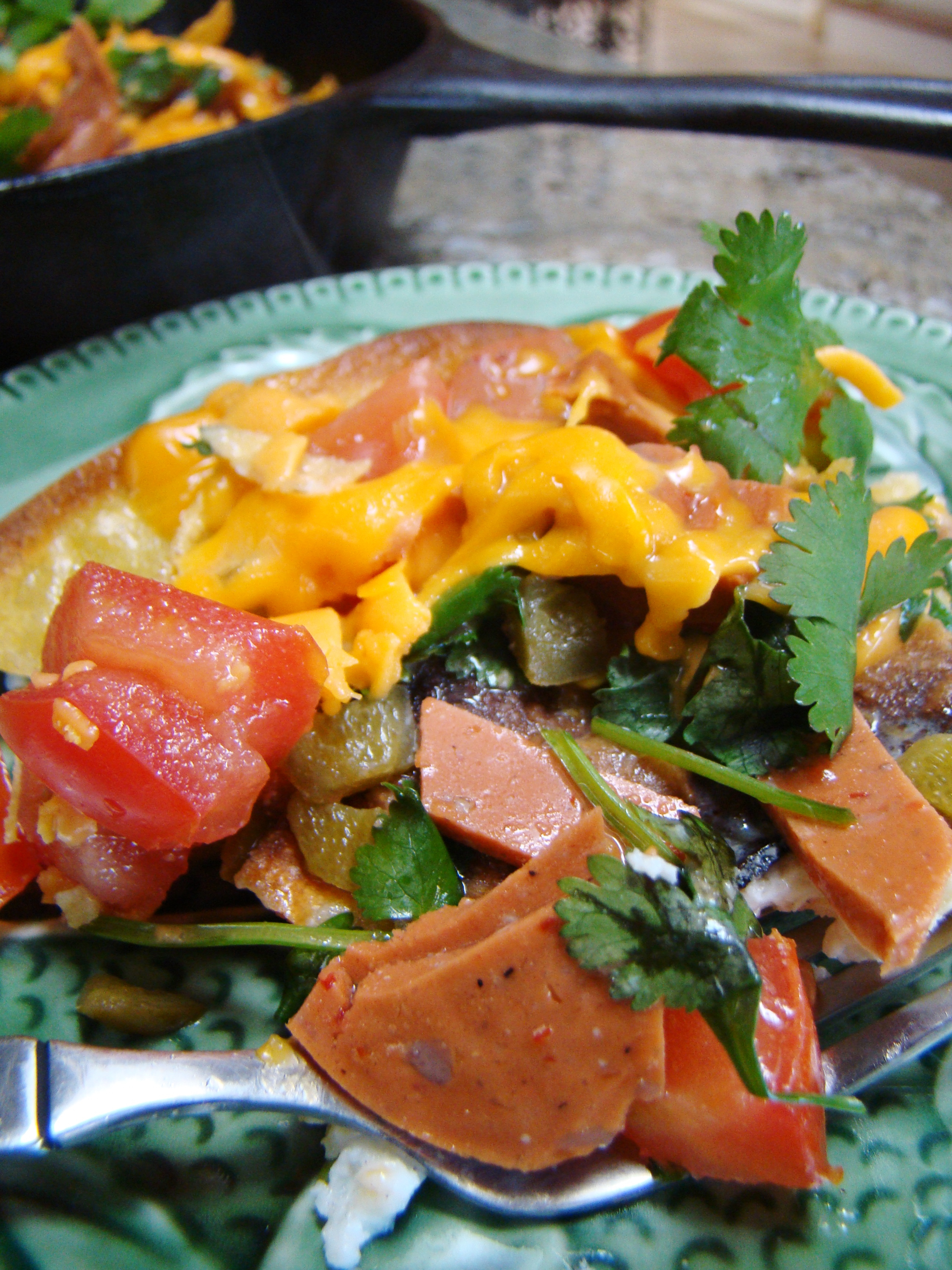
Migas.
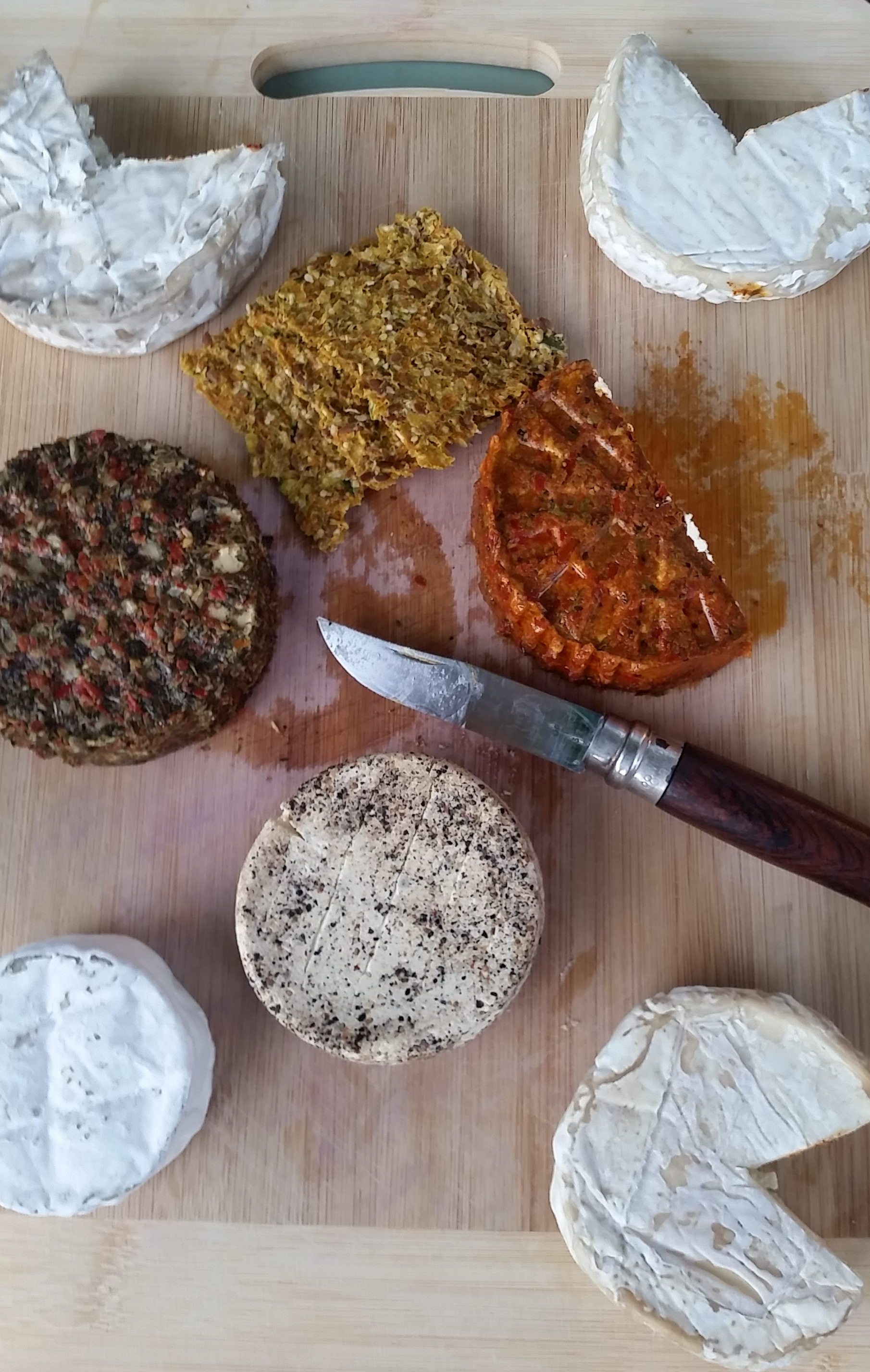
Plateau de fromages végétaux
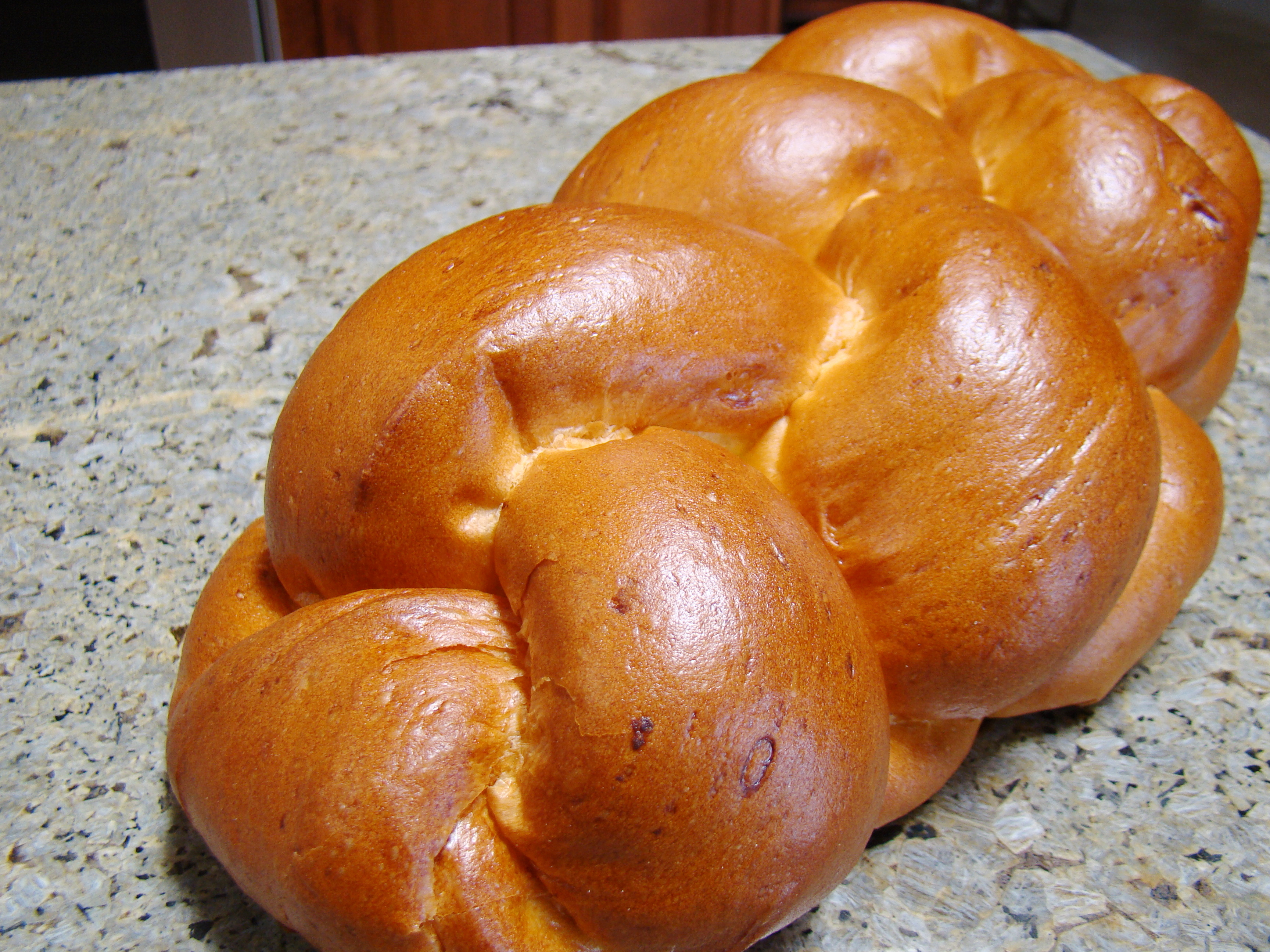
Hallah.
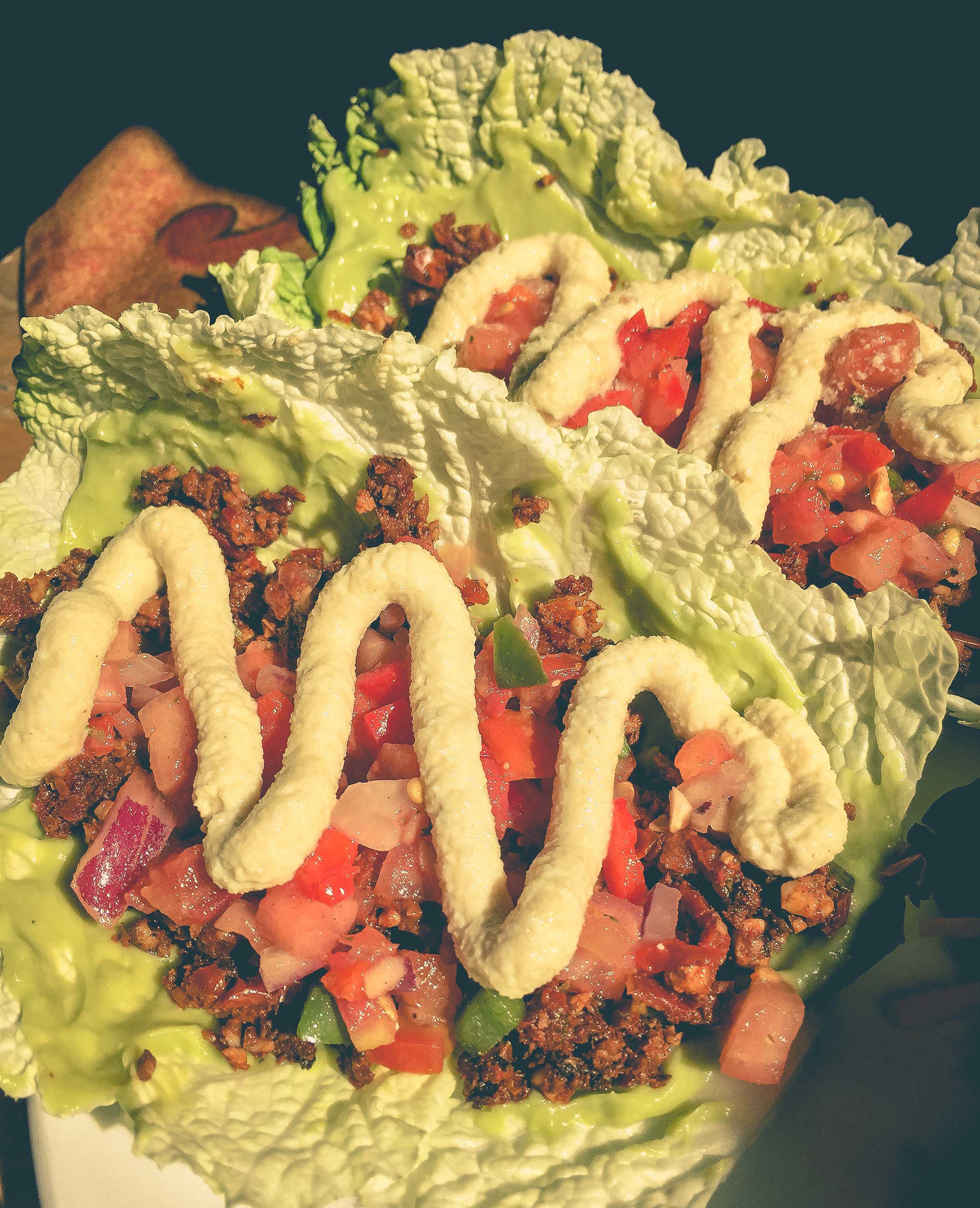
Tacos.
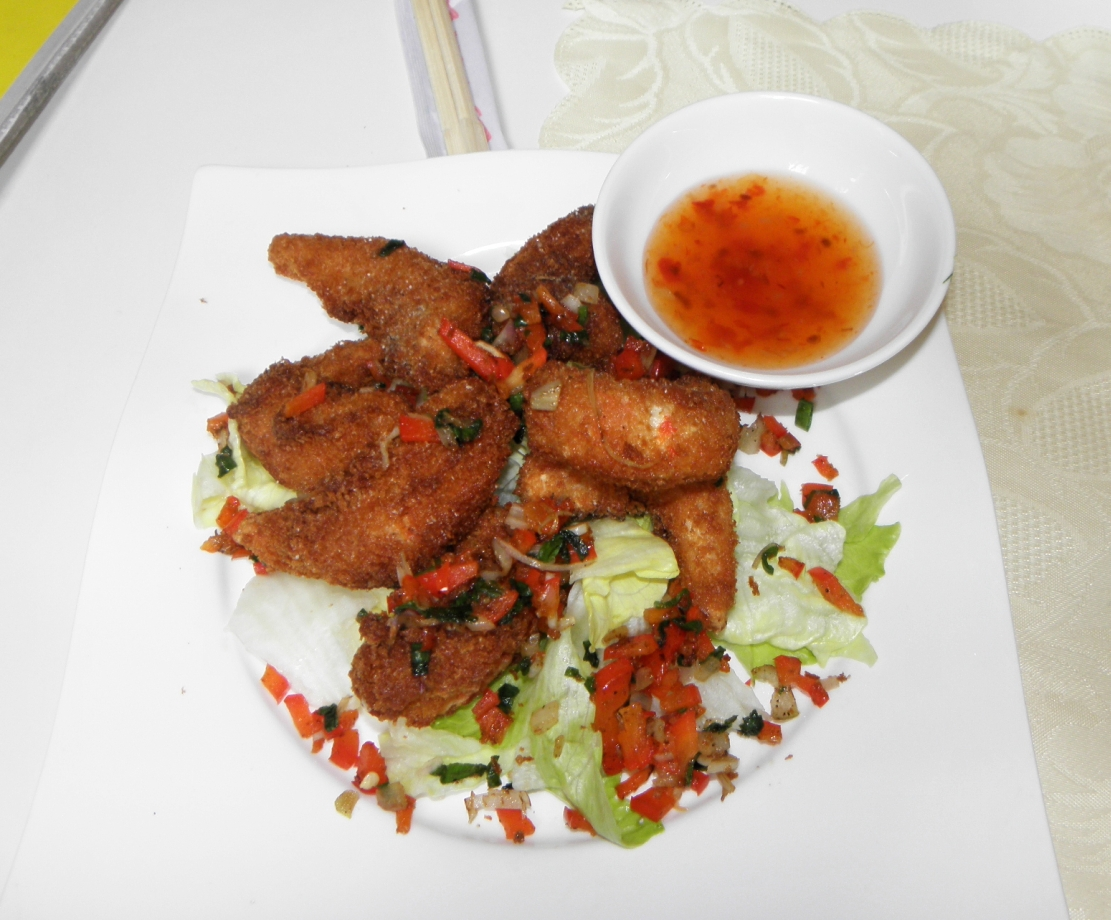
Assortiment asiatique.
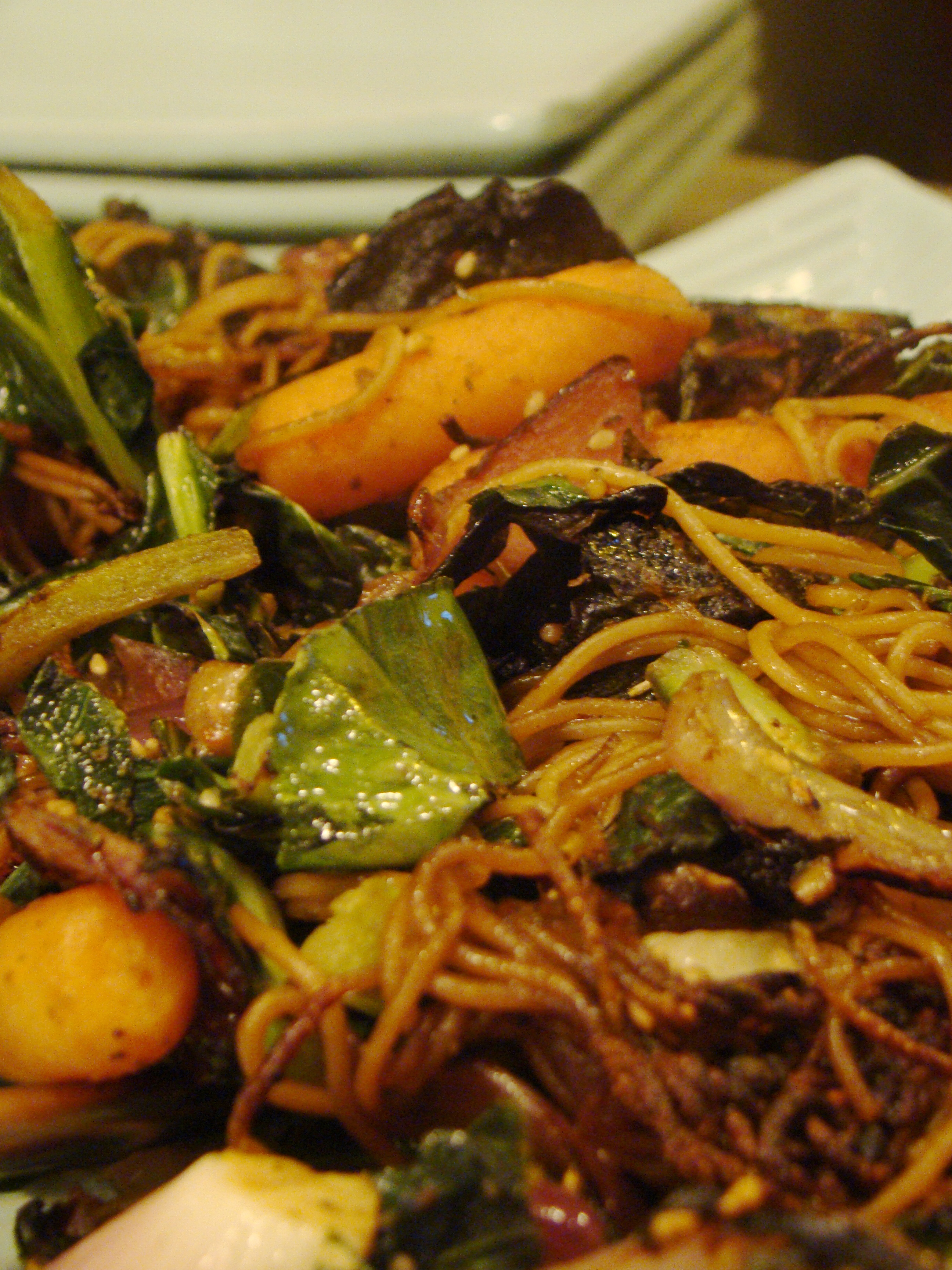
Yakisoba.
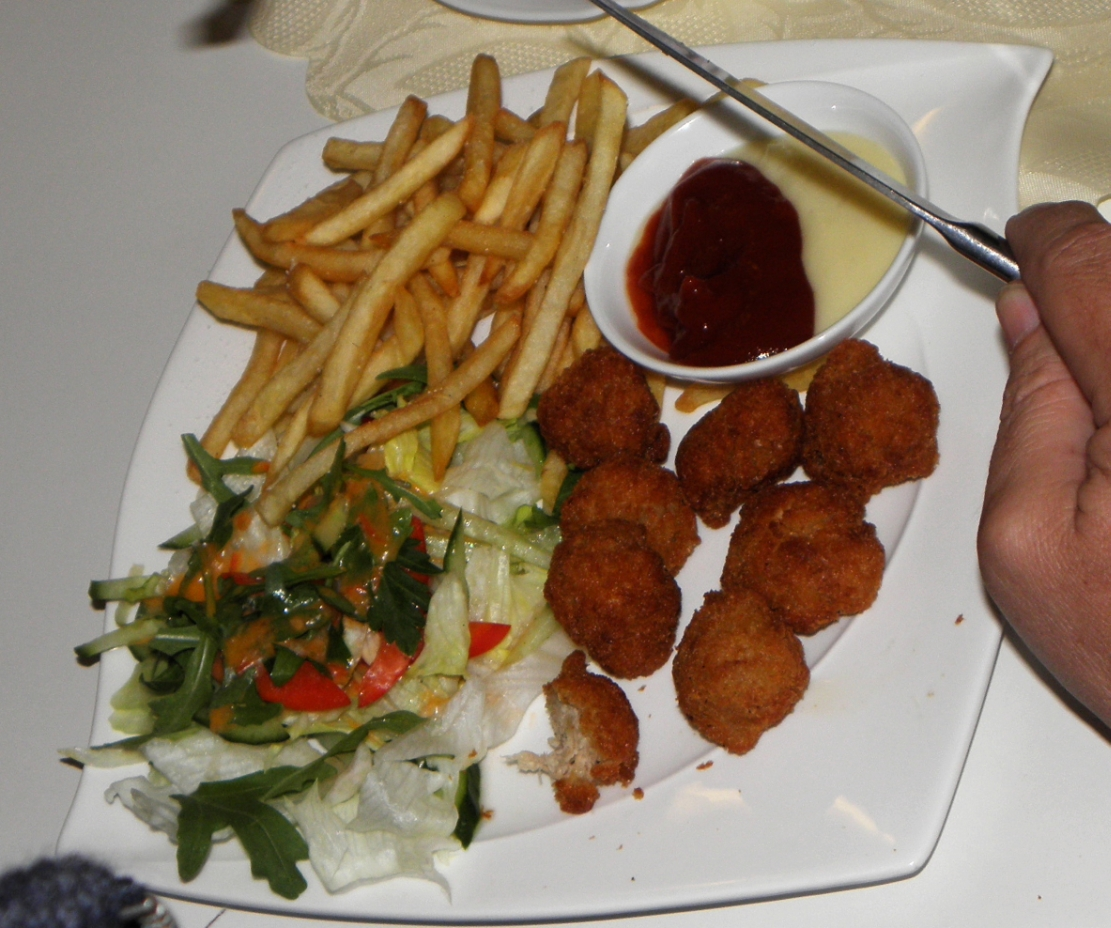
Assortiment avec frites.
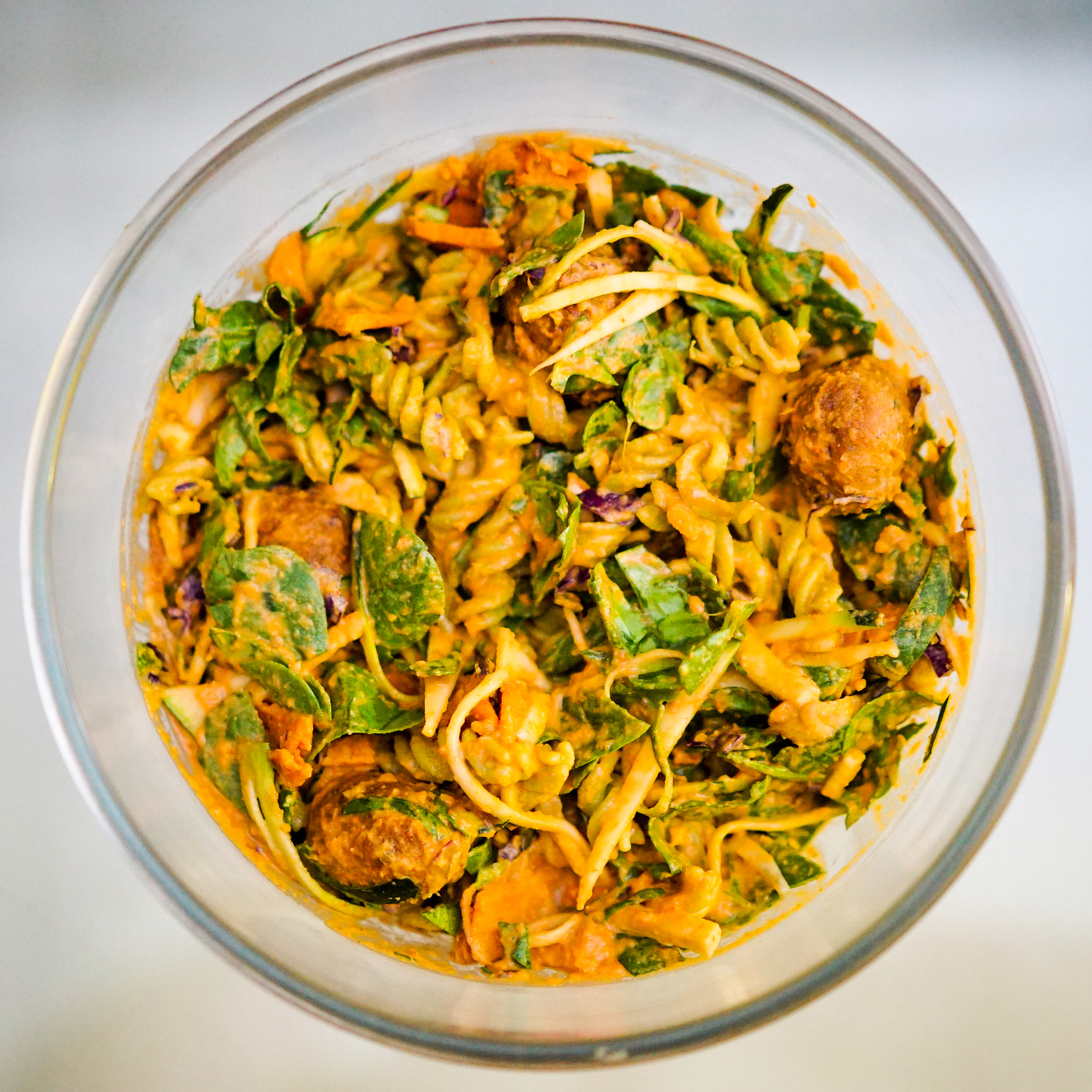
Salade de pâtes.
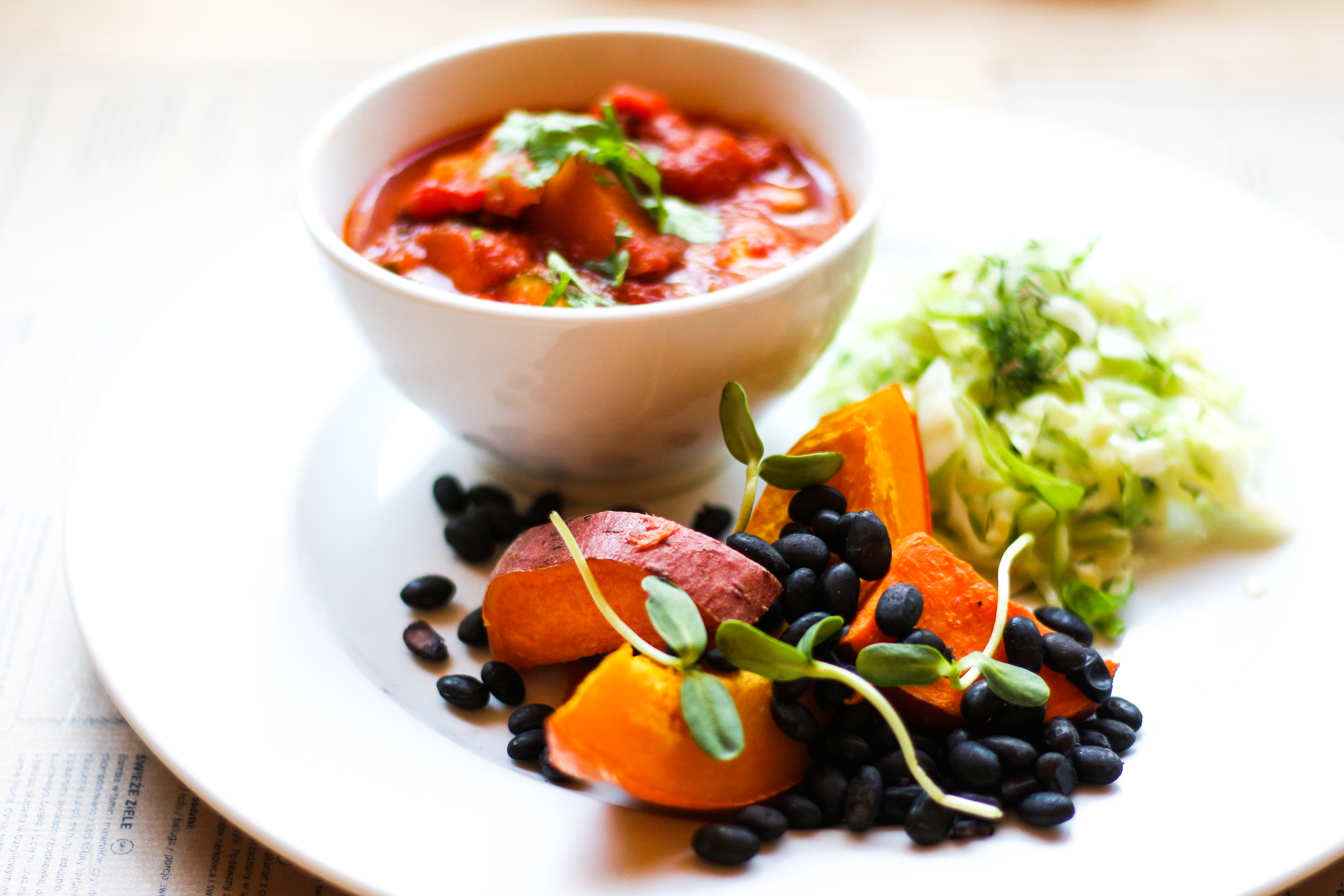
Assortiment.
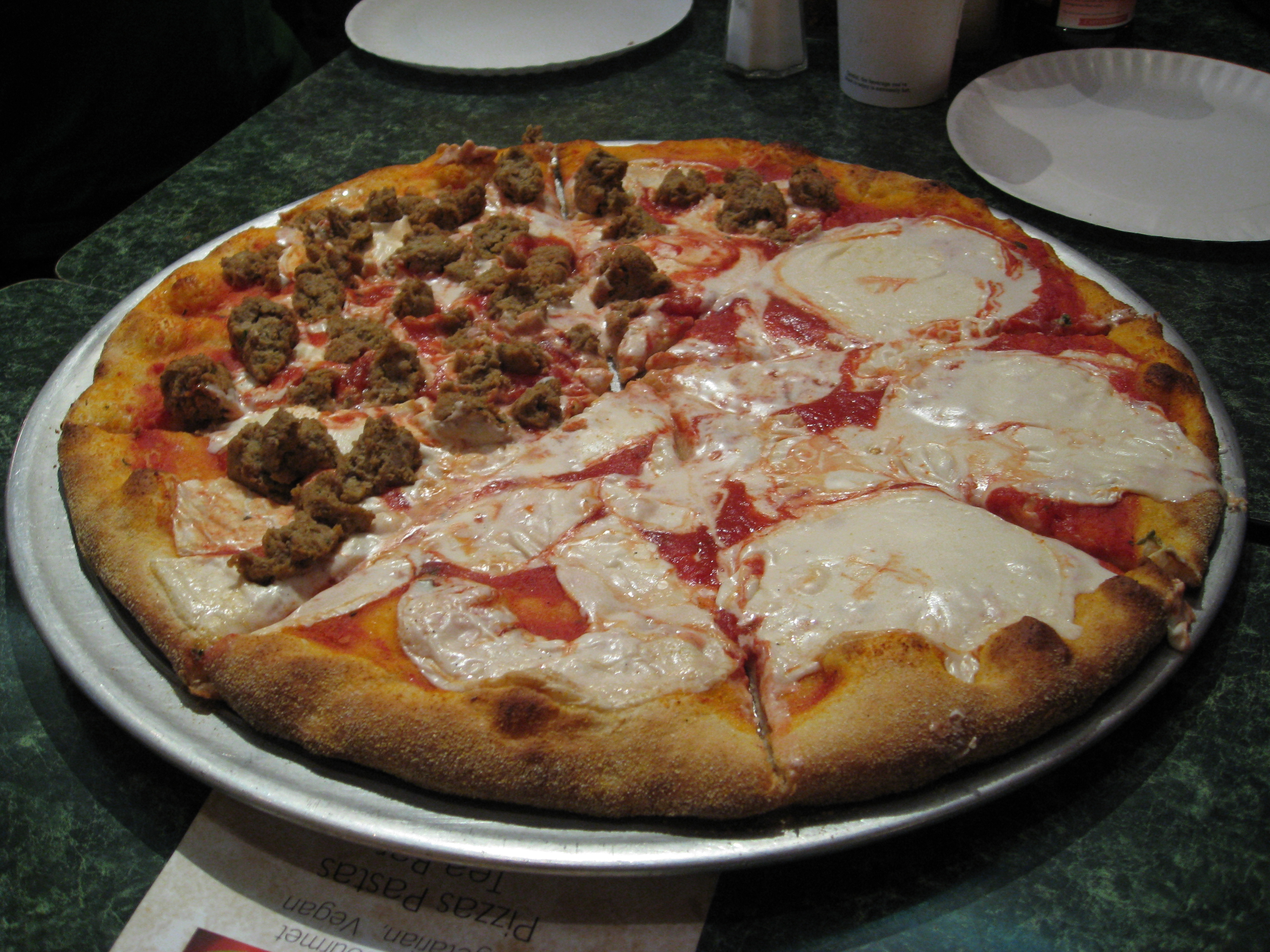
Pizza.
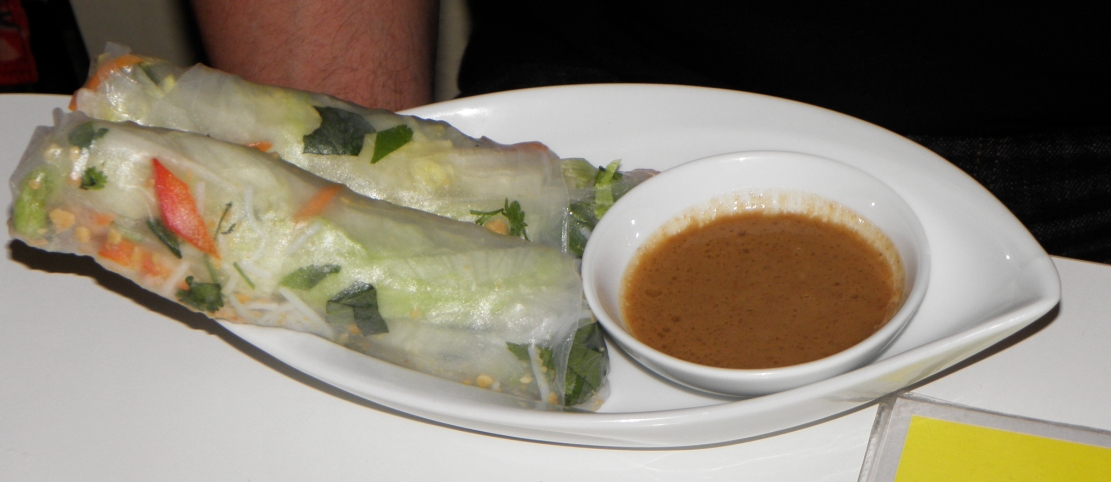
Rouleaux de printemps.
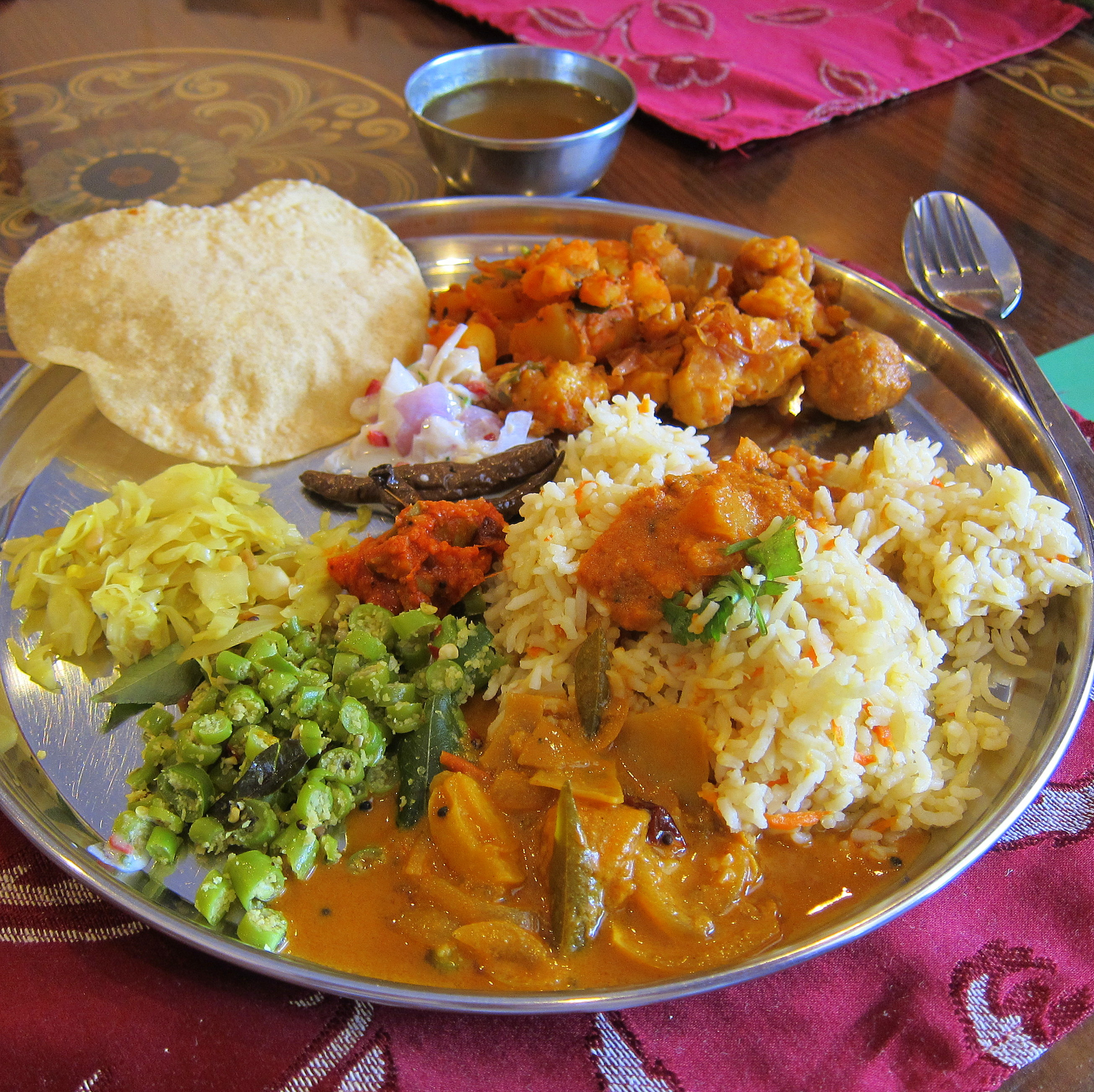
Assortiment indien annalakshmi.
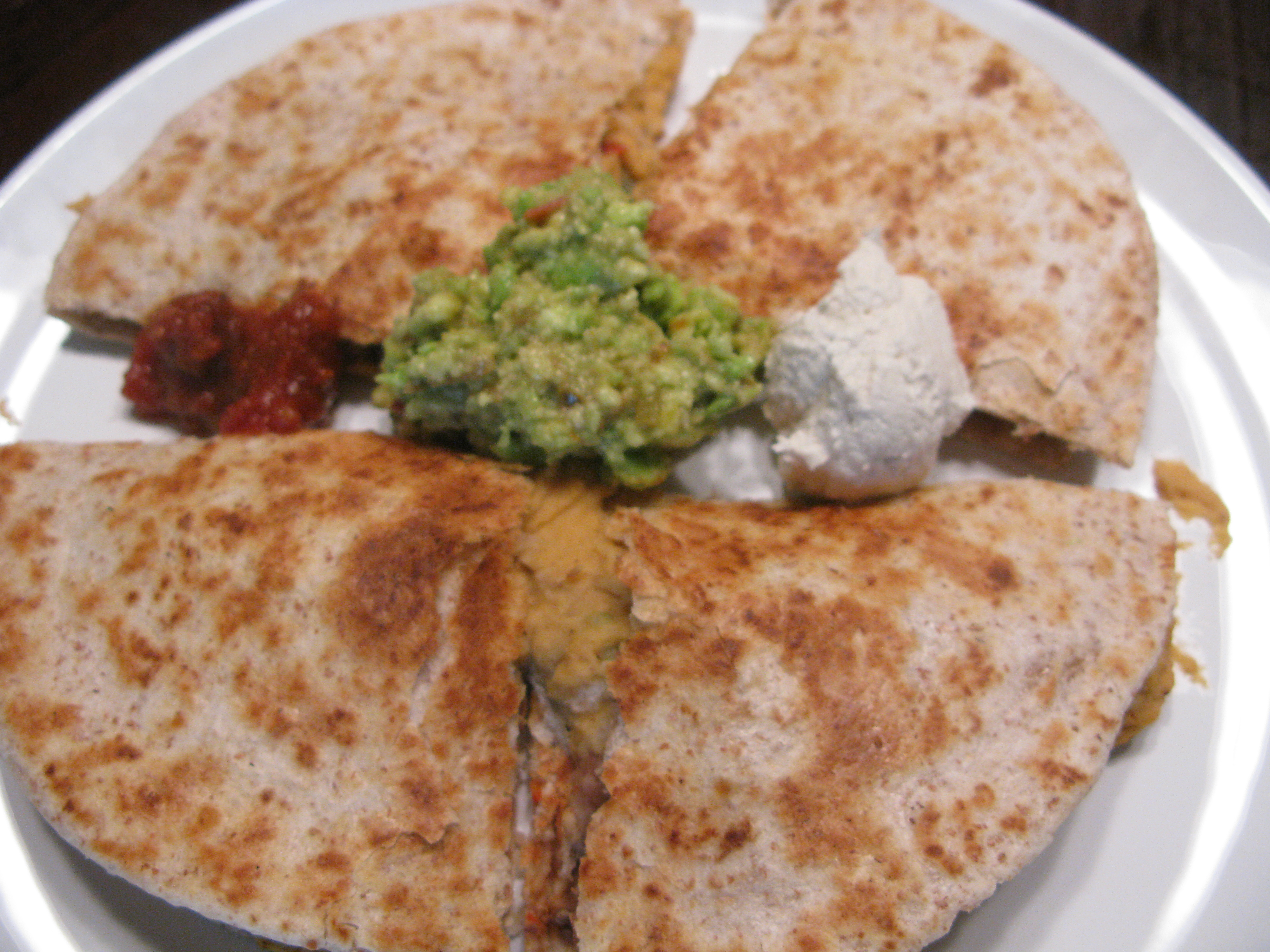
Quesadillas.
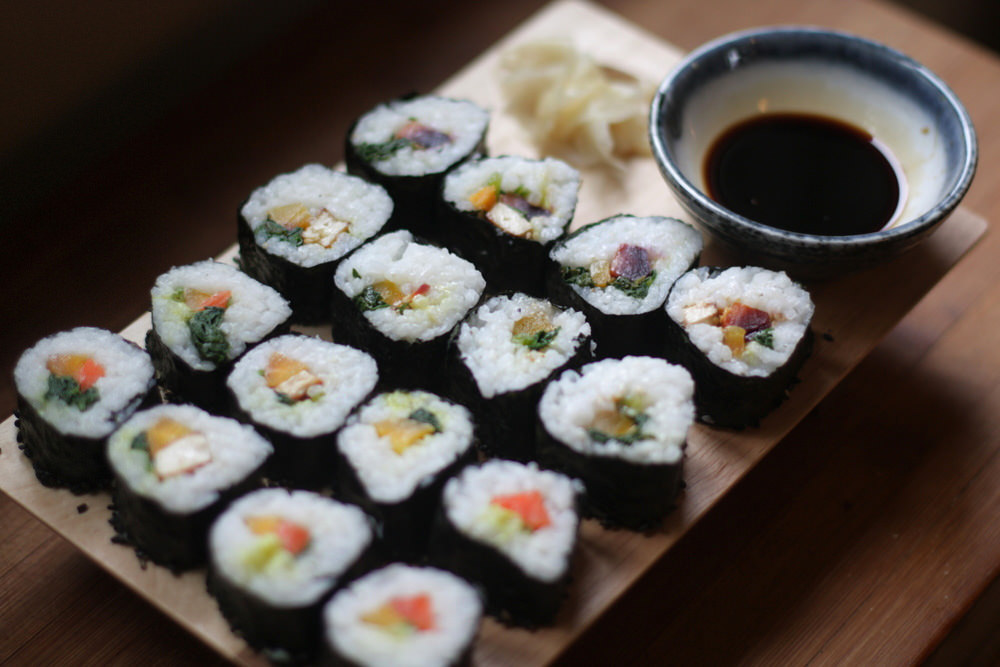
Sushis.
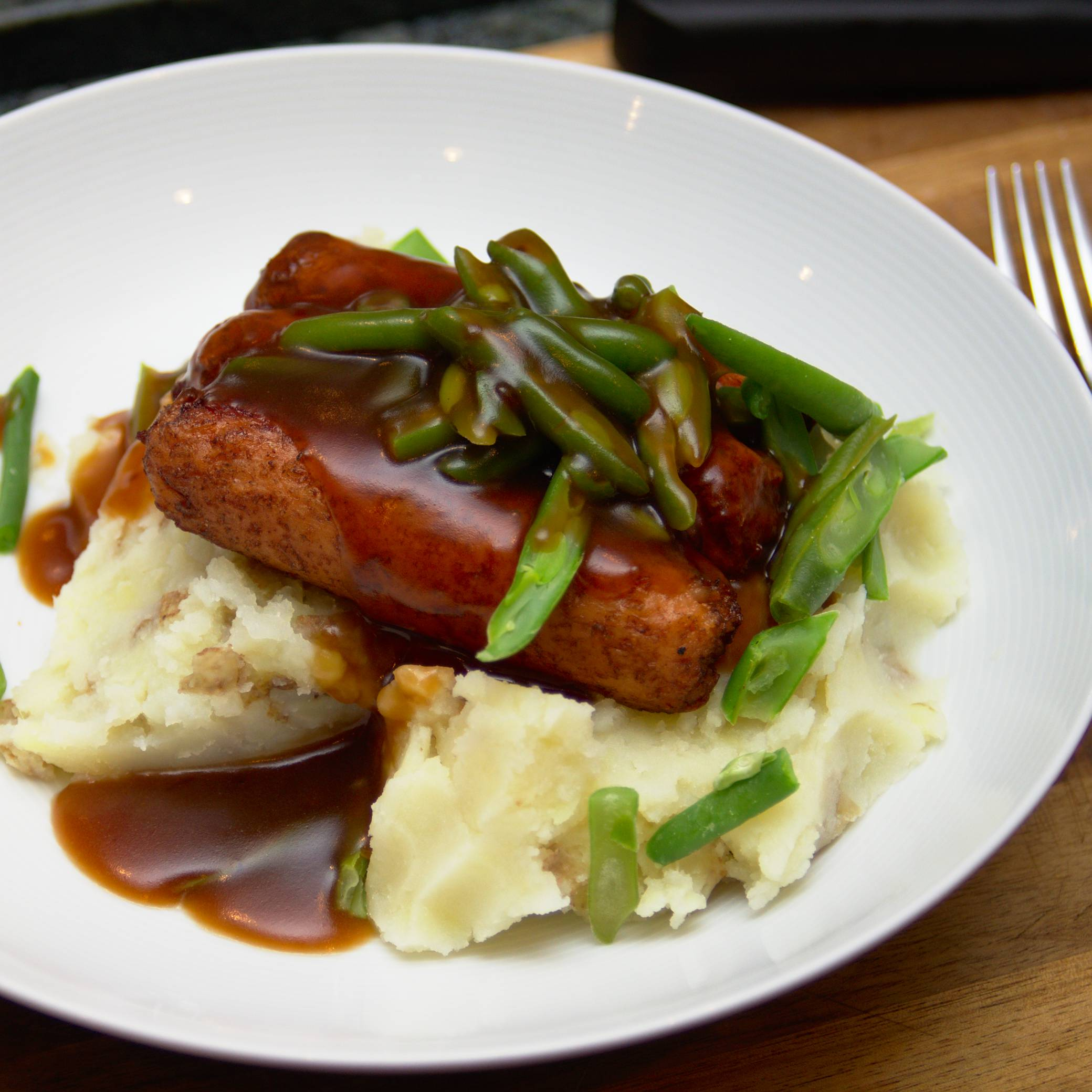
Saucisse-purée.
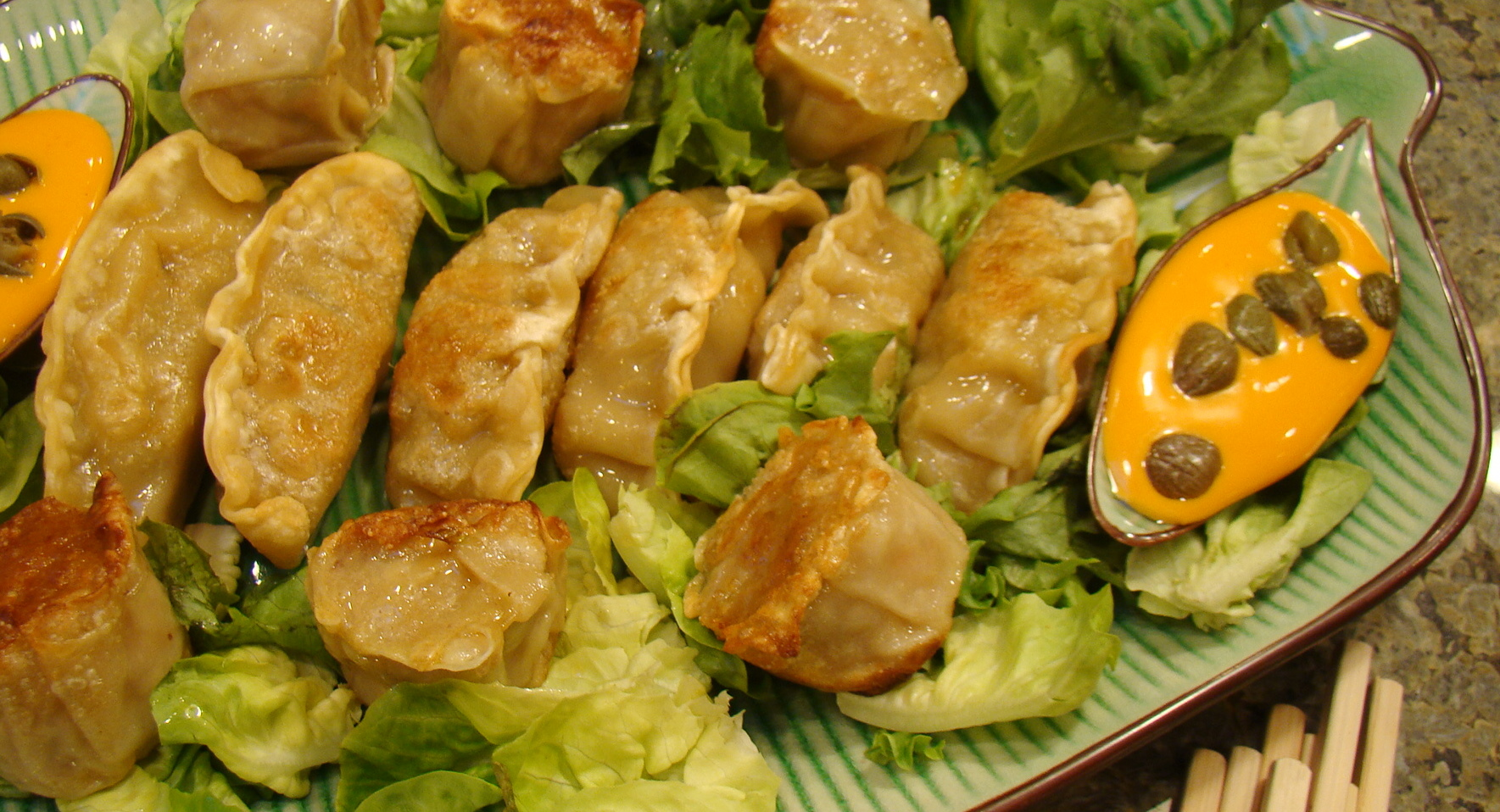
Dimsum.
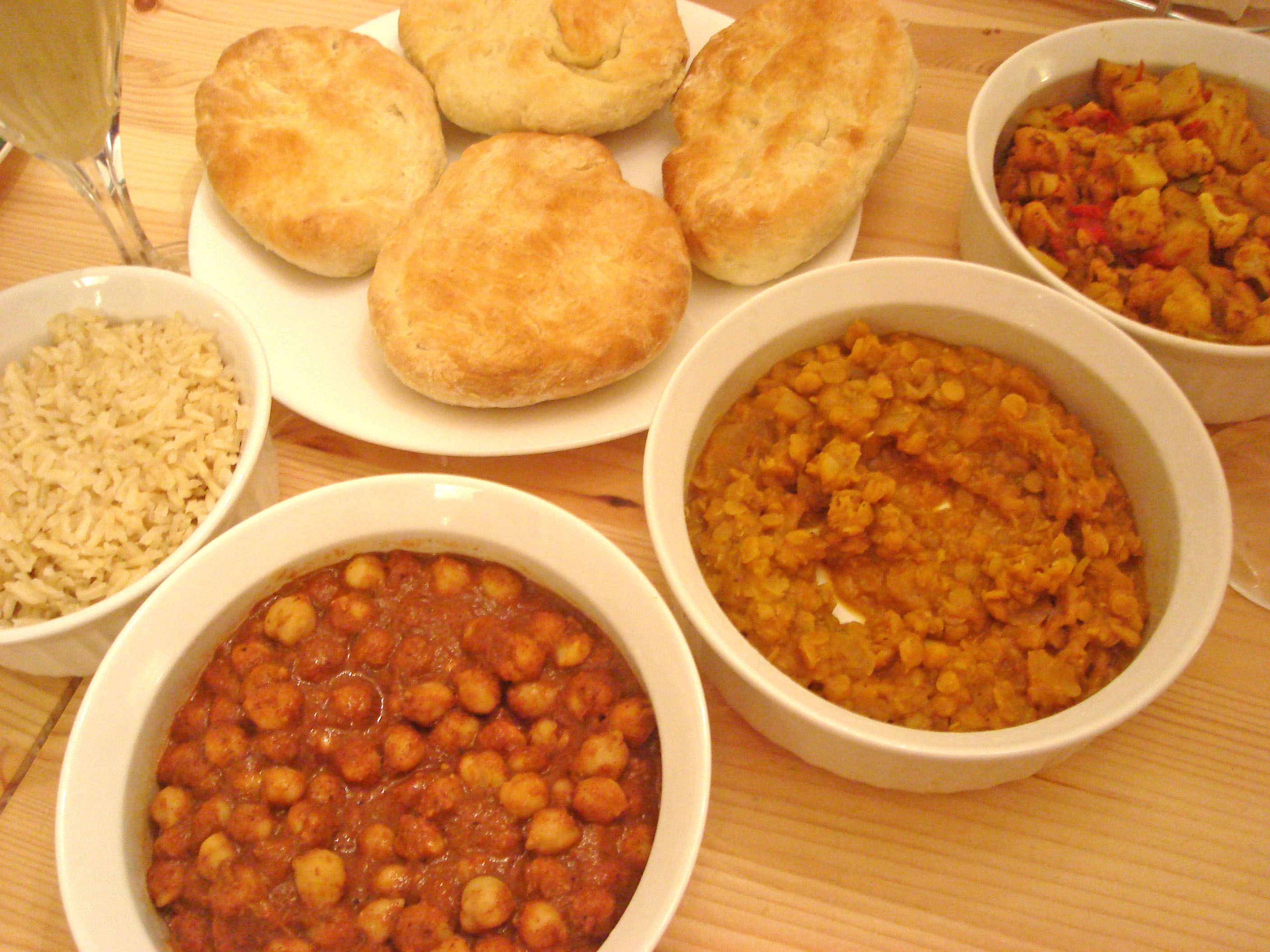
Plats indiens.
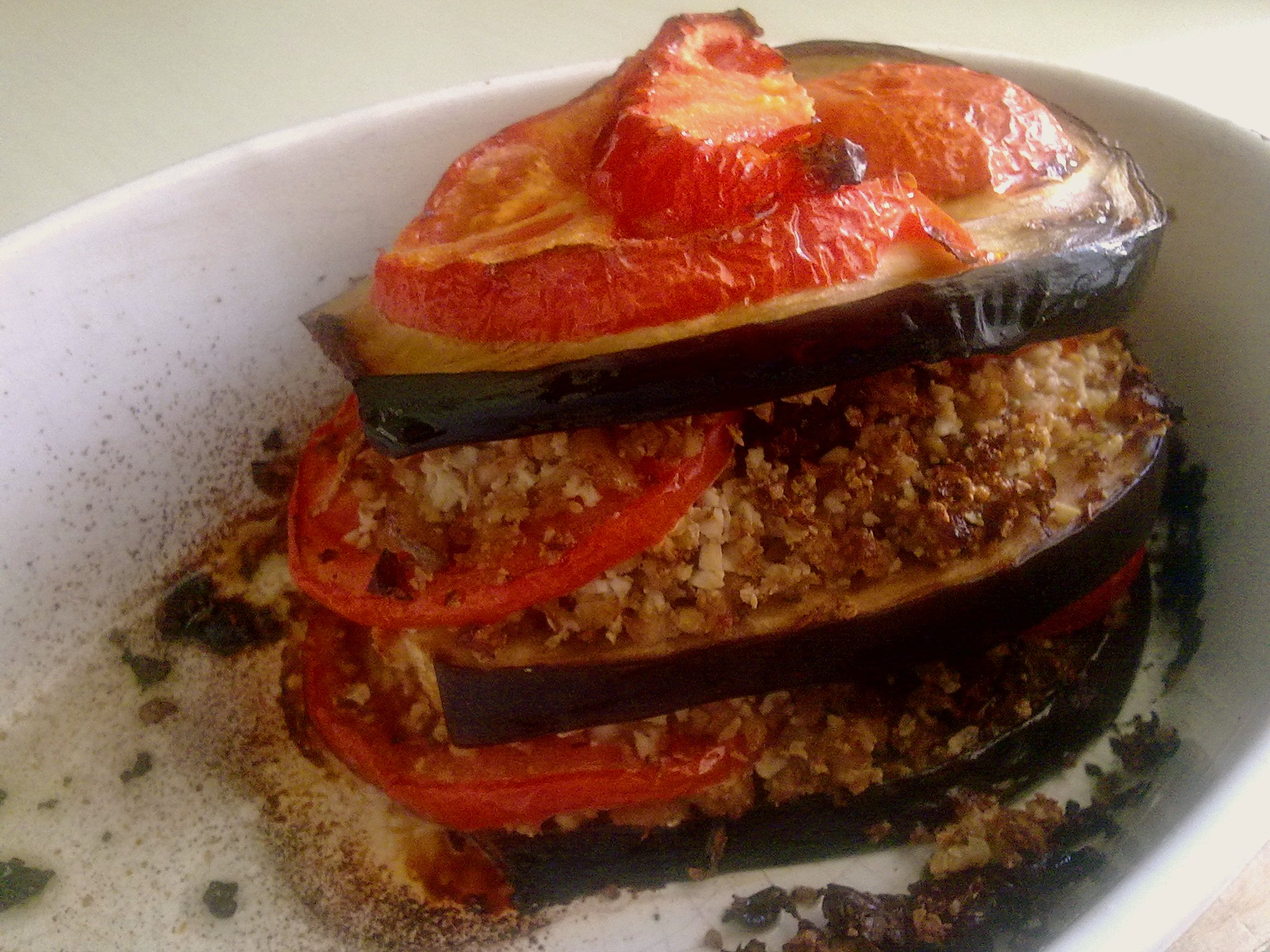
Moussaka.
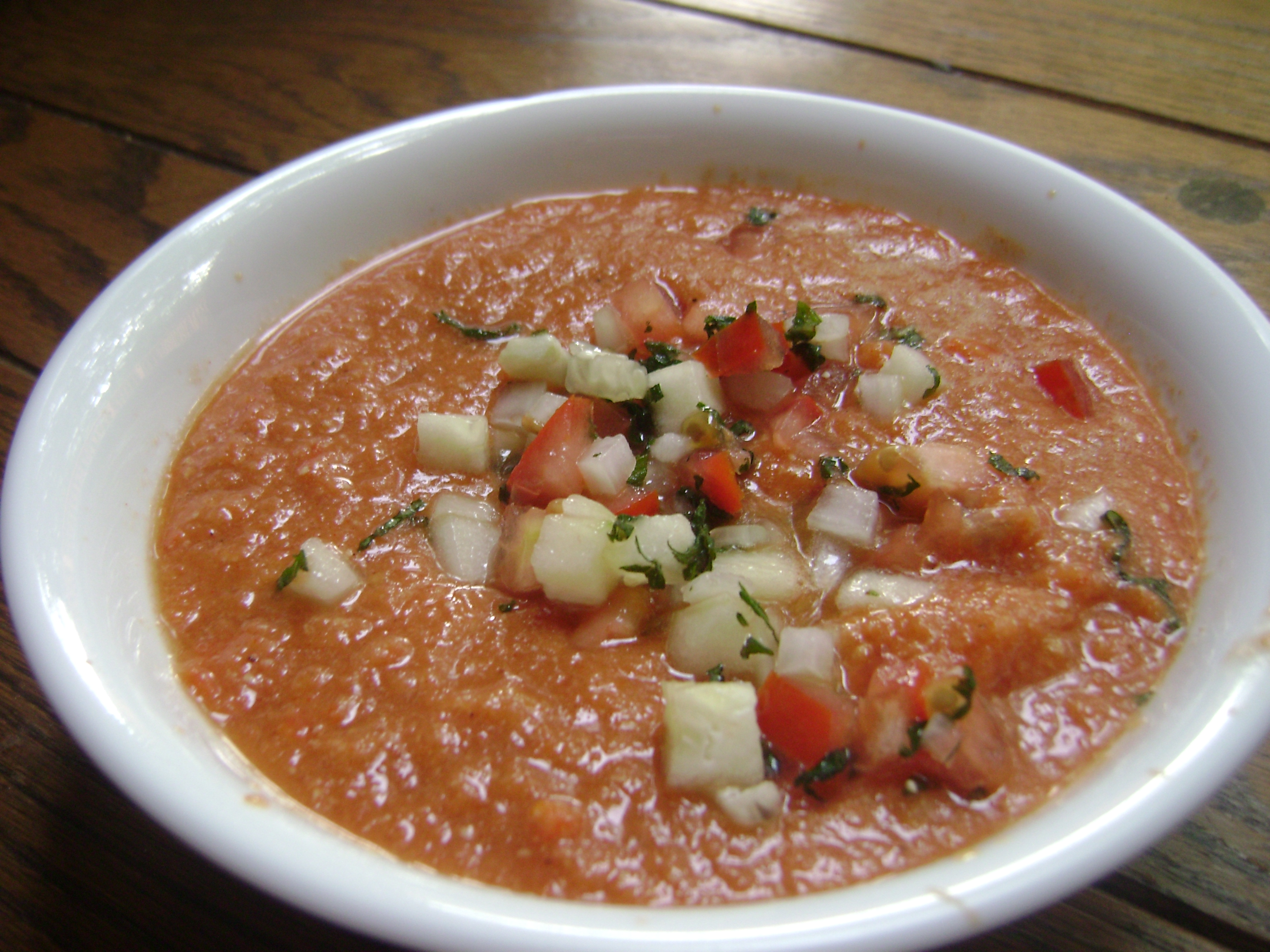
Gaspacho.
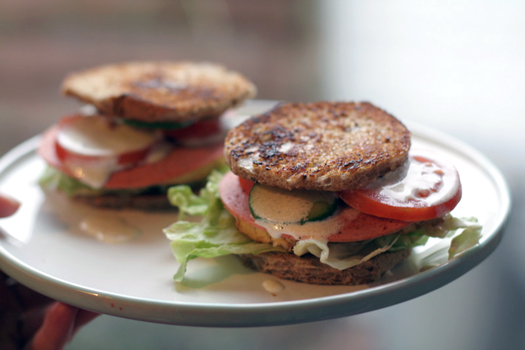
Burgers.
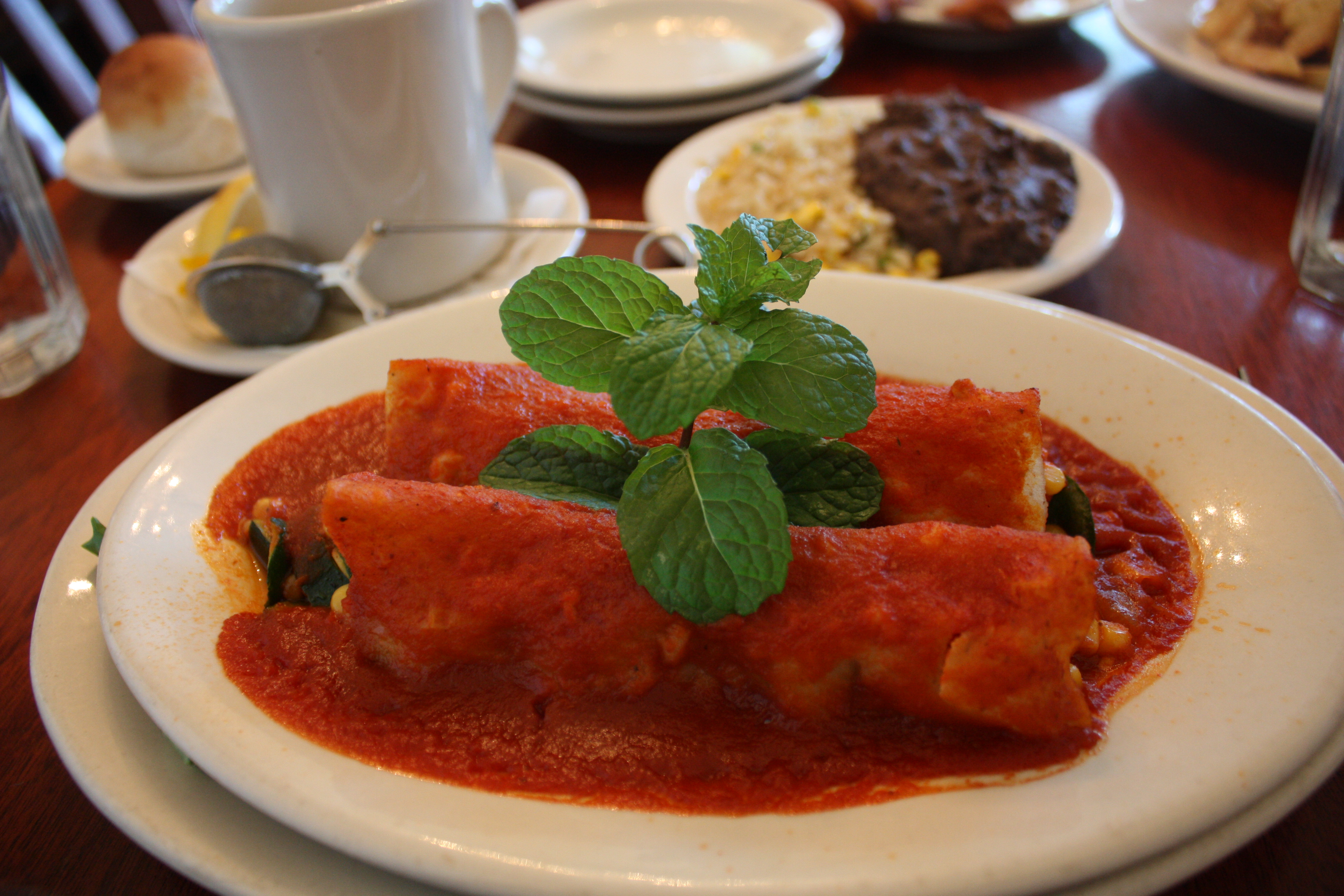
Enchiladas.
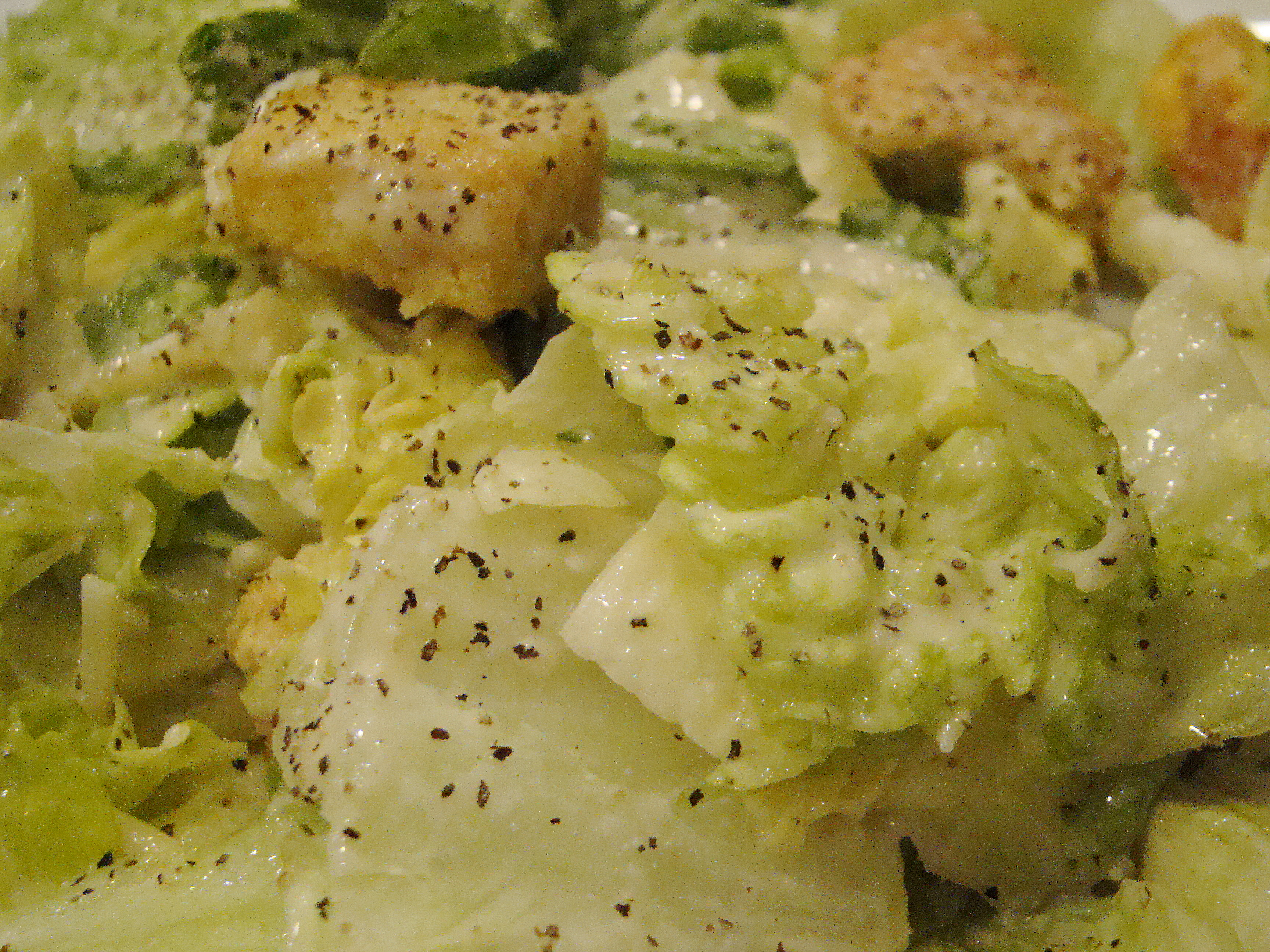
Salade César.
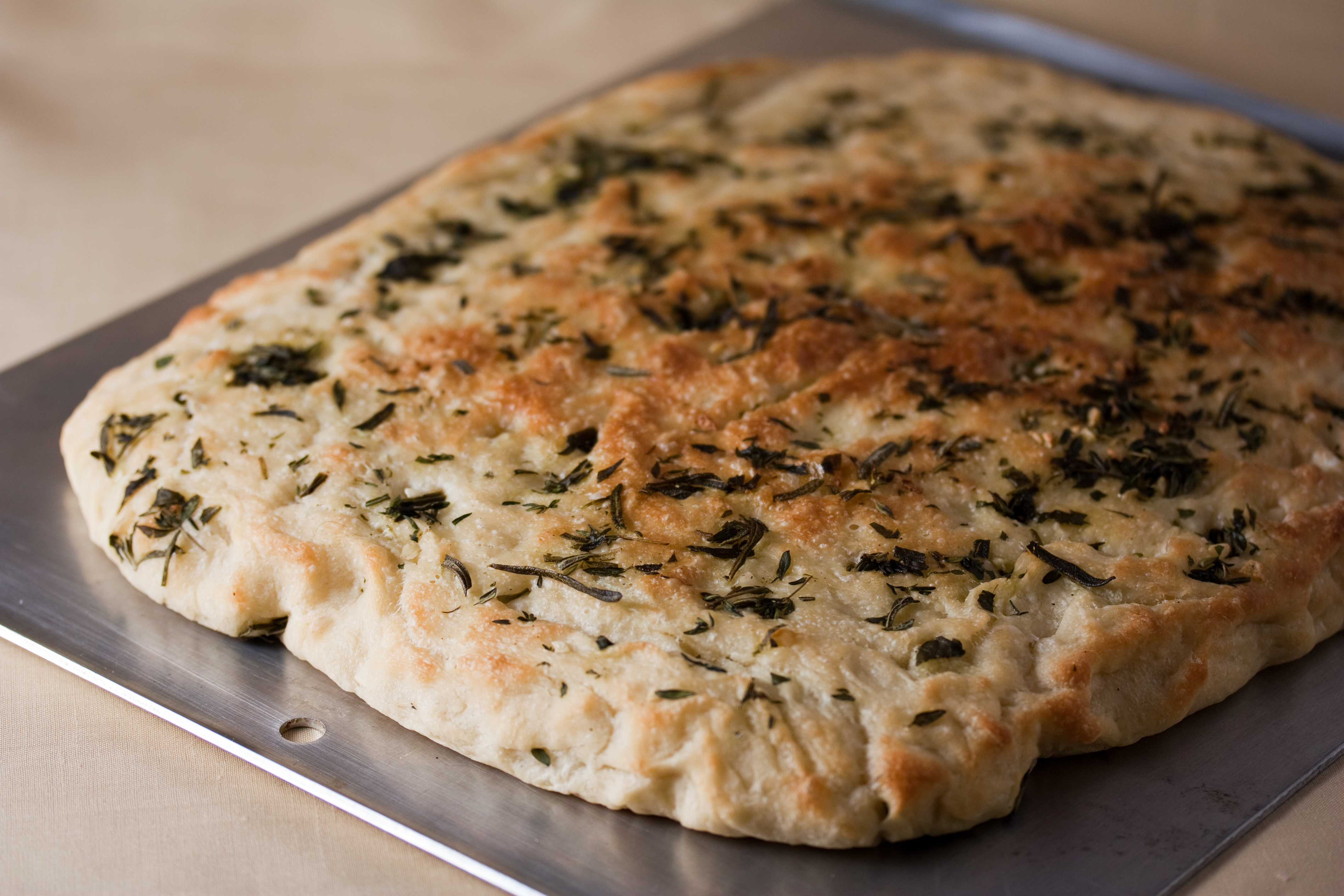
Focaccia.
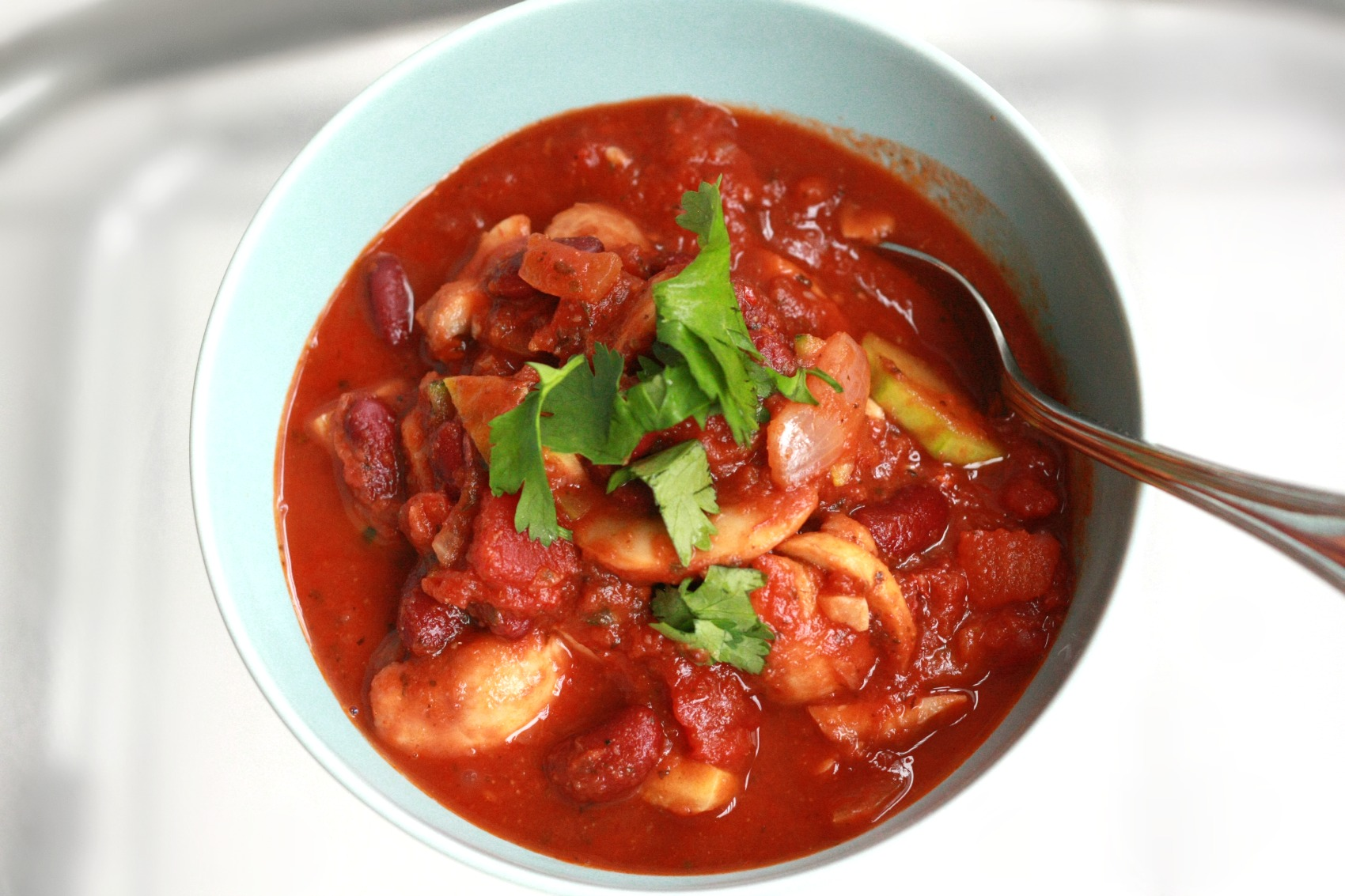
Chili « sin carne ».
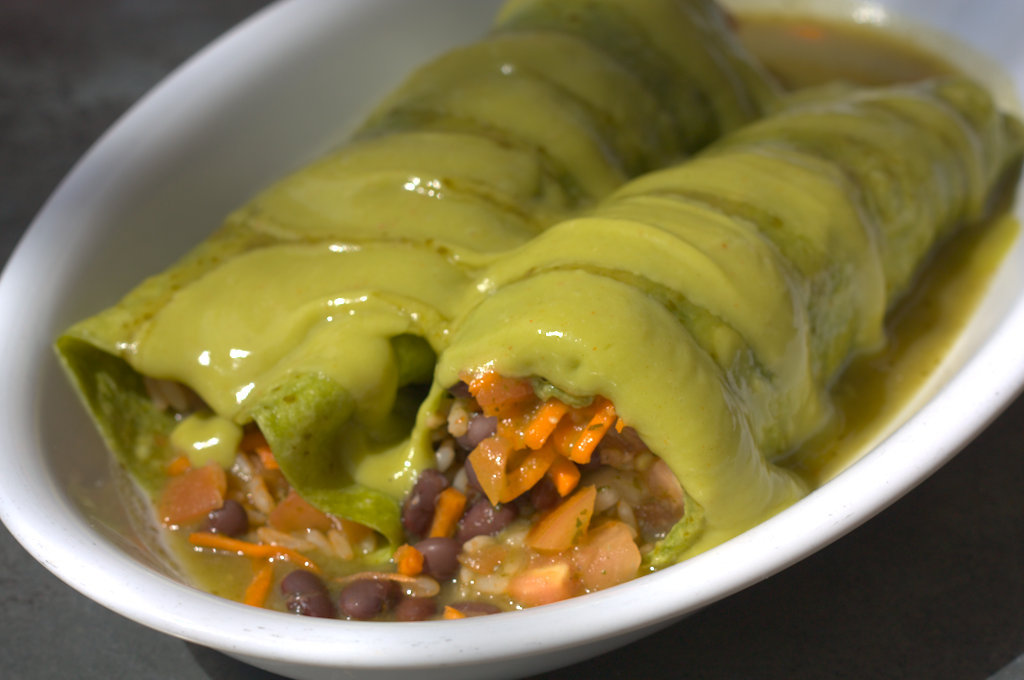
Burritos.
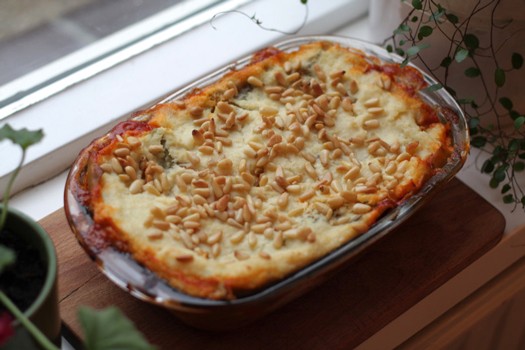
Lasagnes.
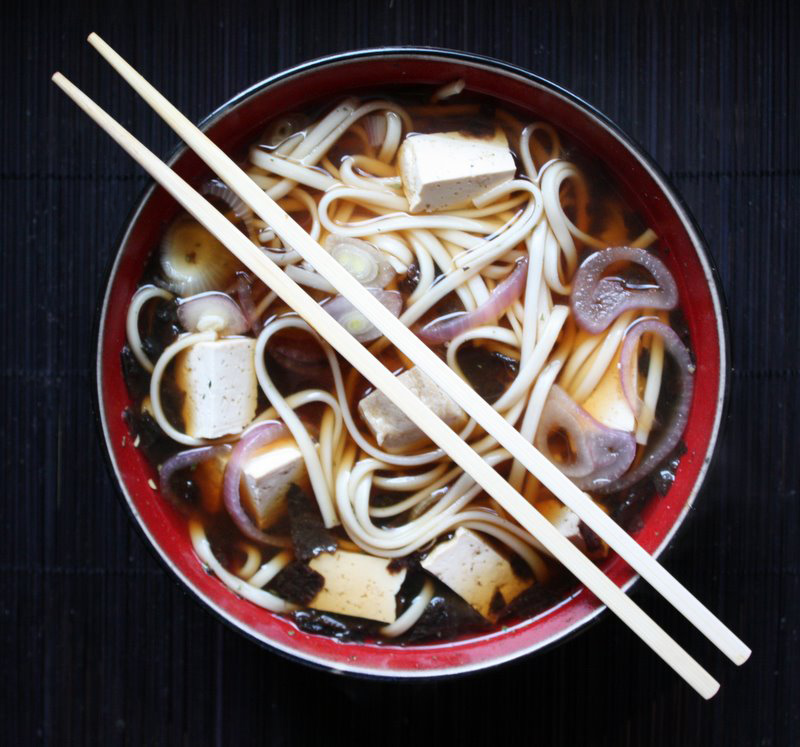
Soupe asiatique.
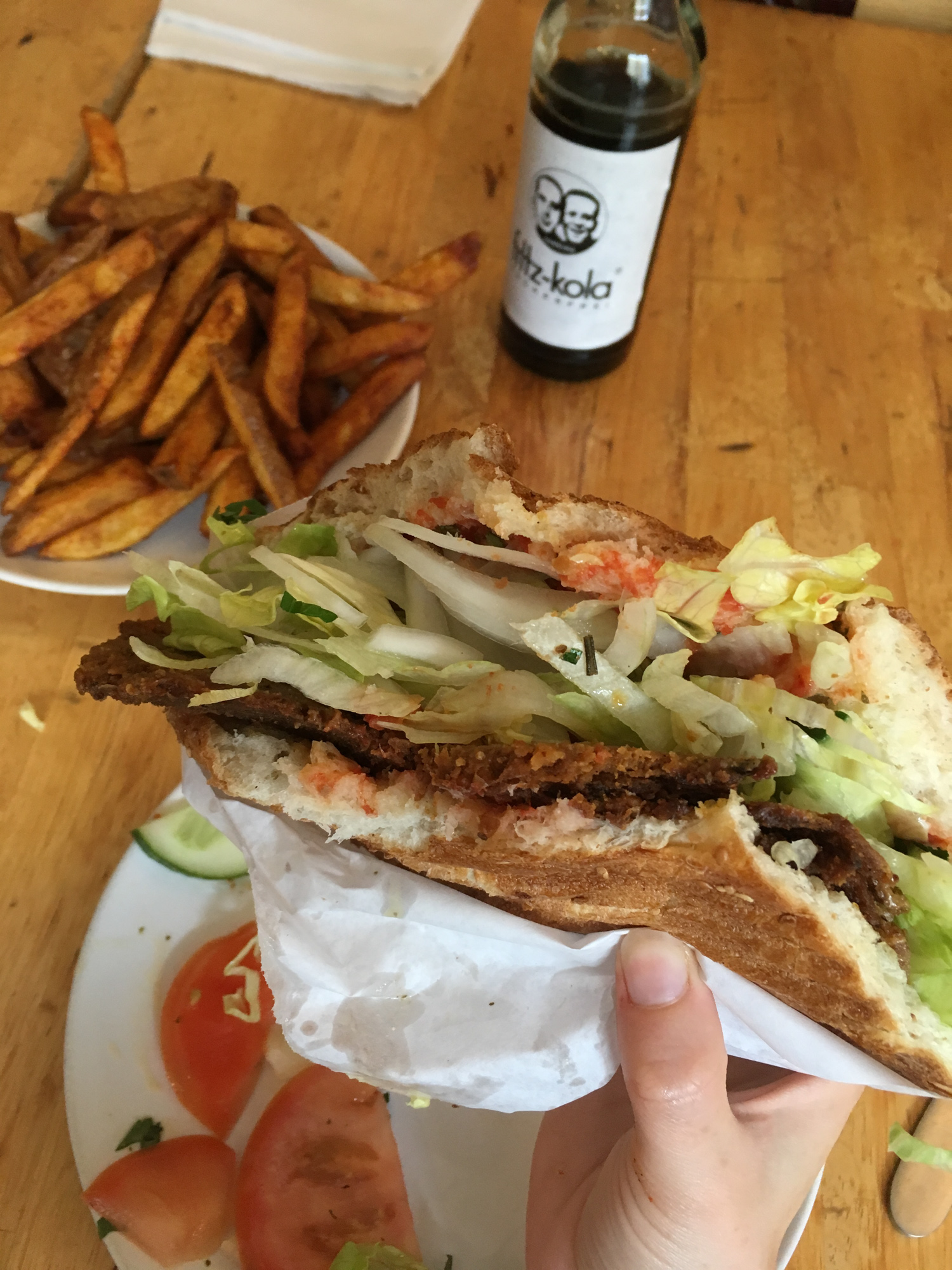
Kebab.
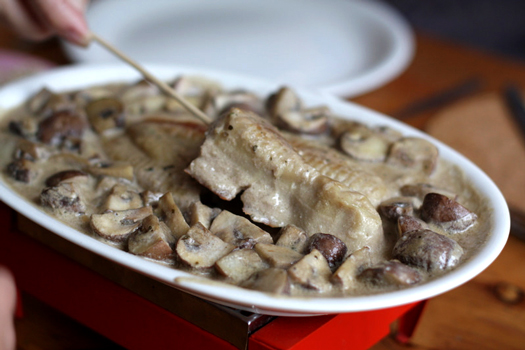
Poulet végan à la crème soja.
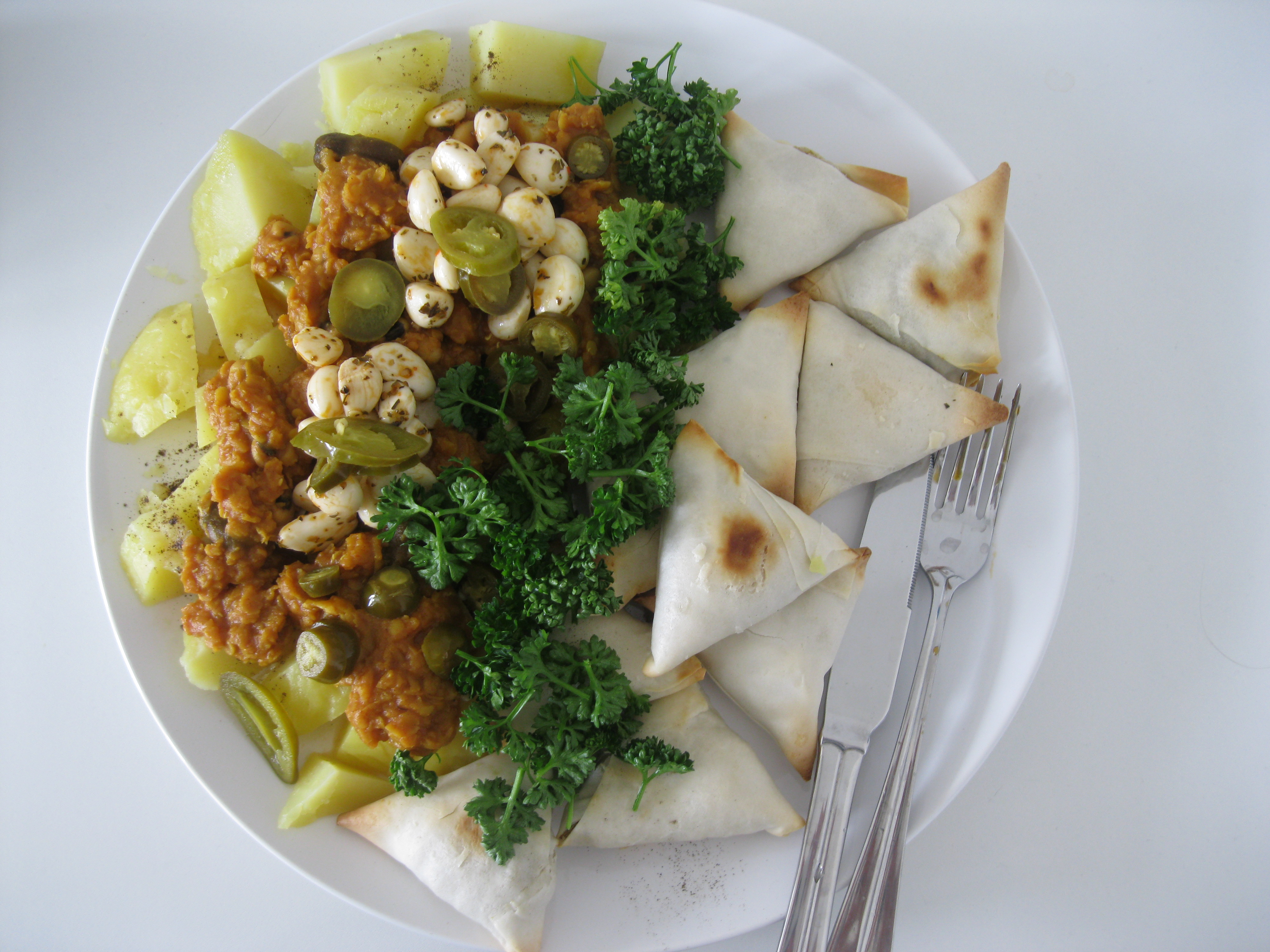
Samoussa.
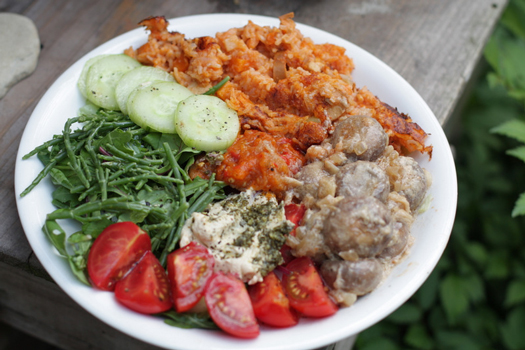
Salade composée.
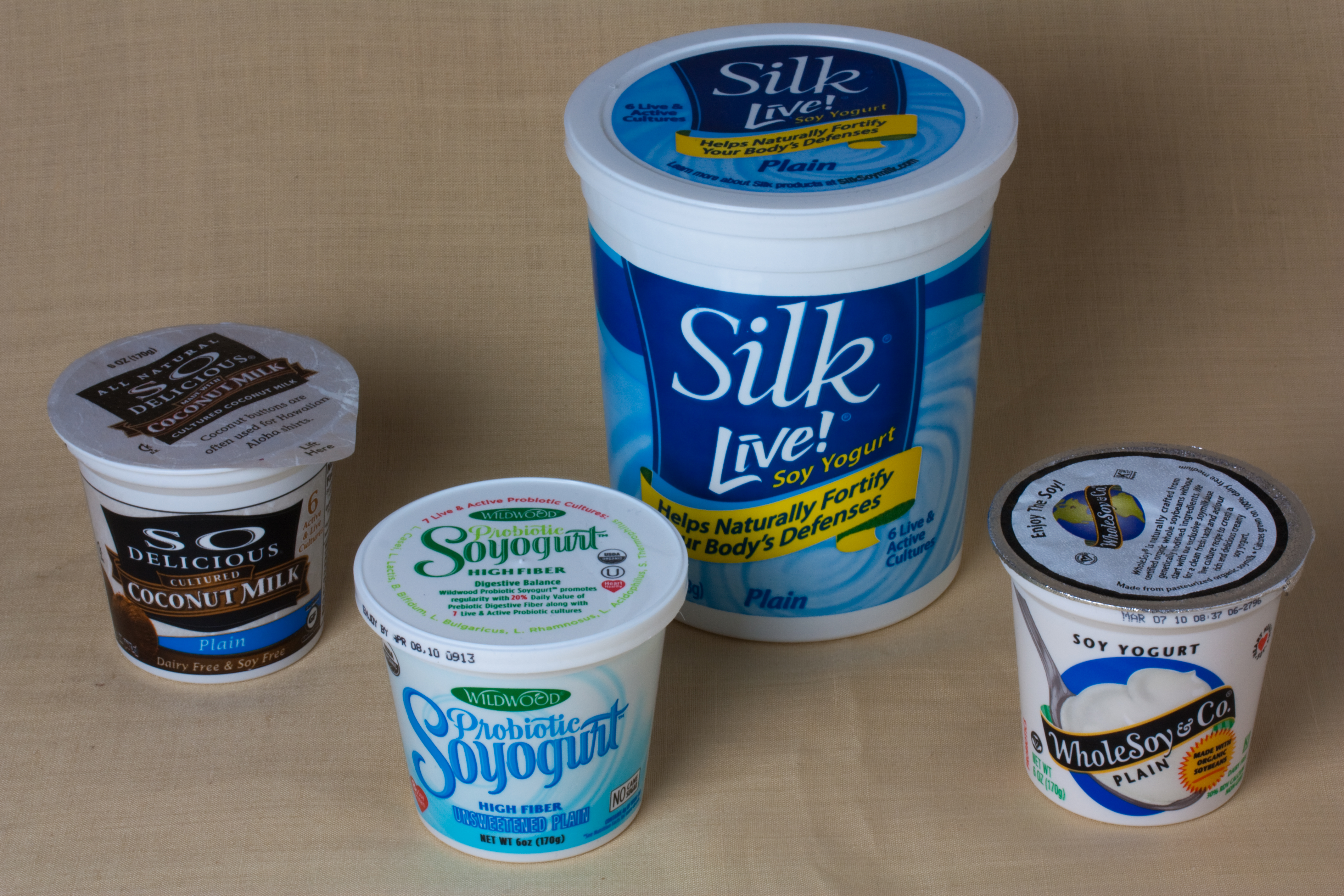
Yaourts.
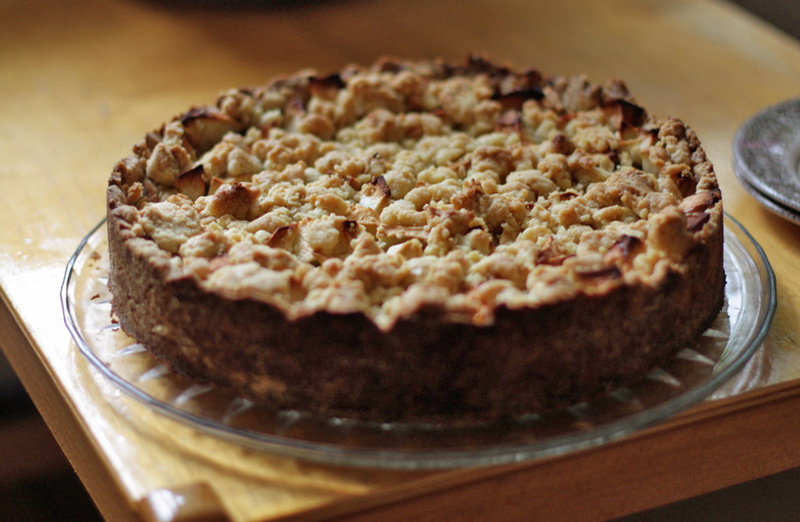
Tarte aux pommes.
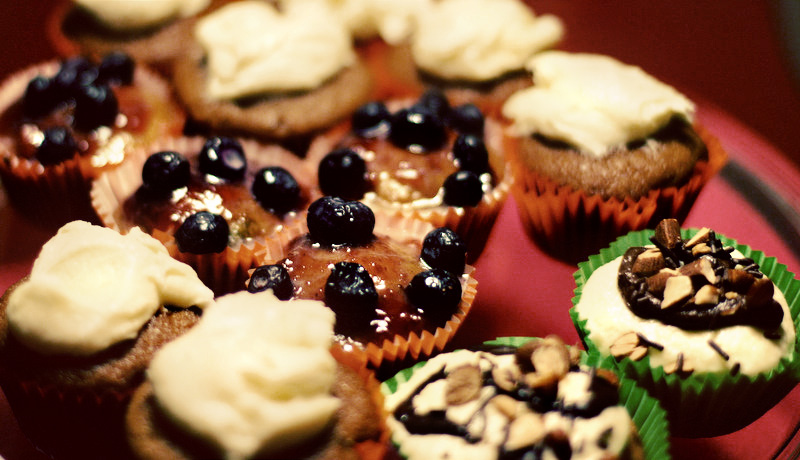
Cup cakes.
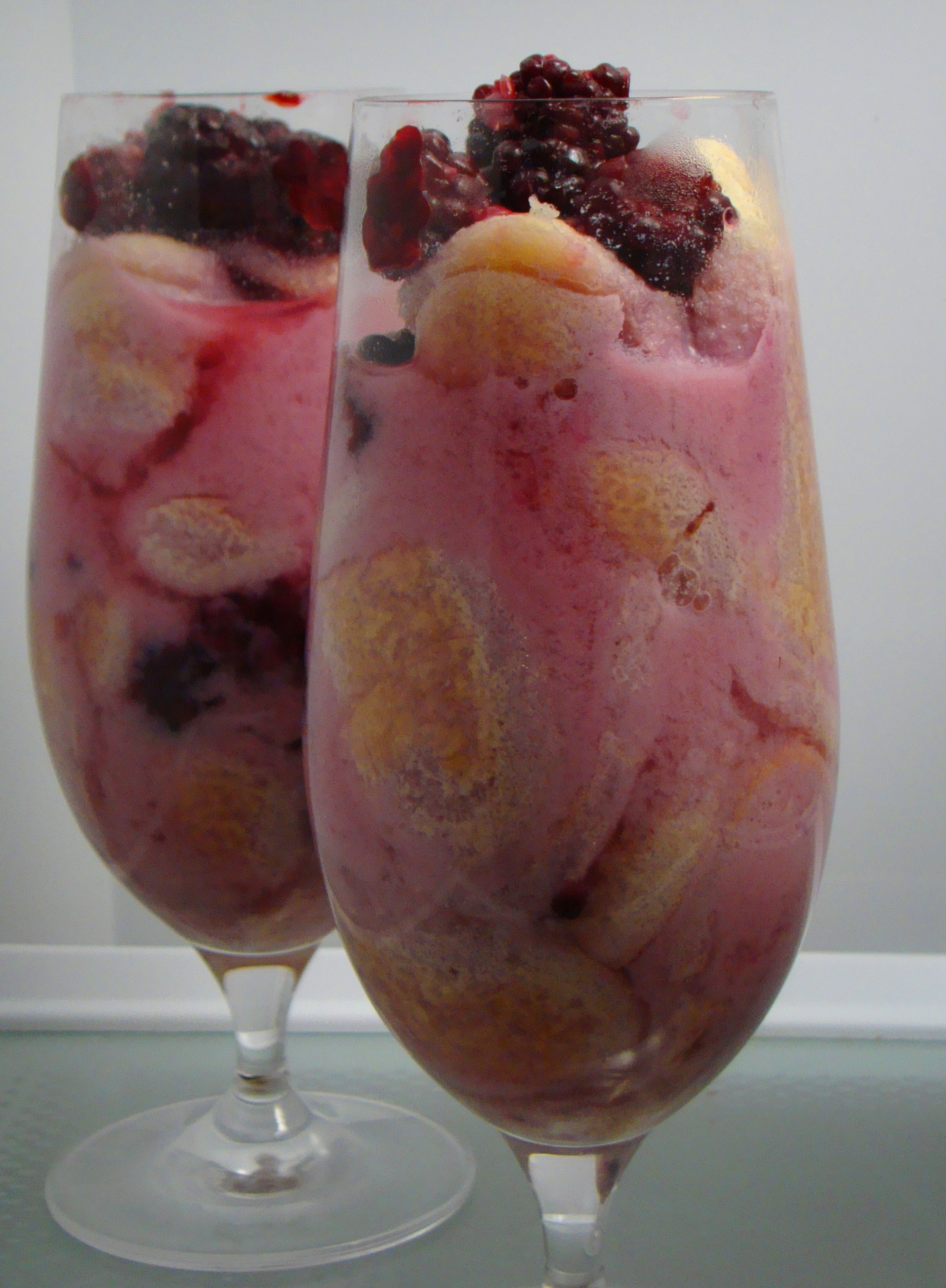
Parfaits à la framboise.
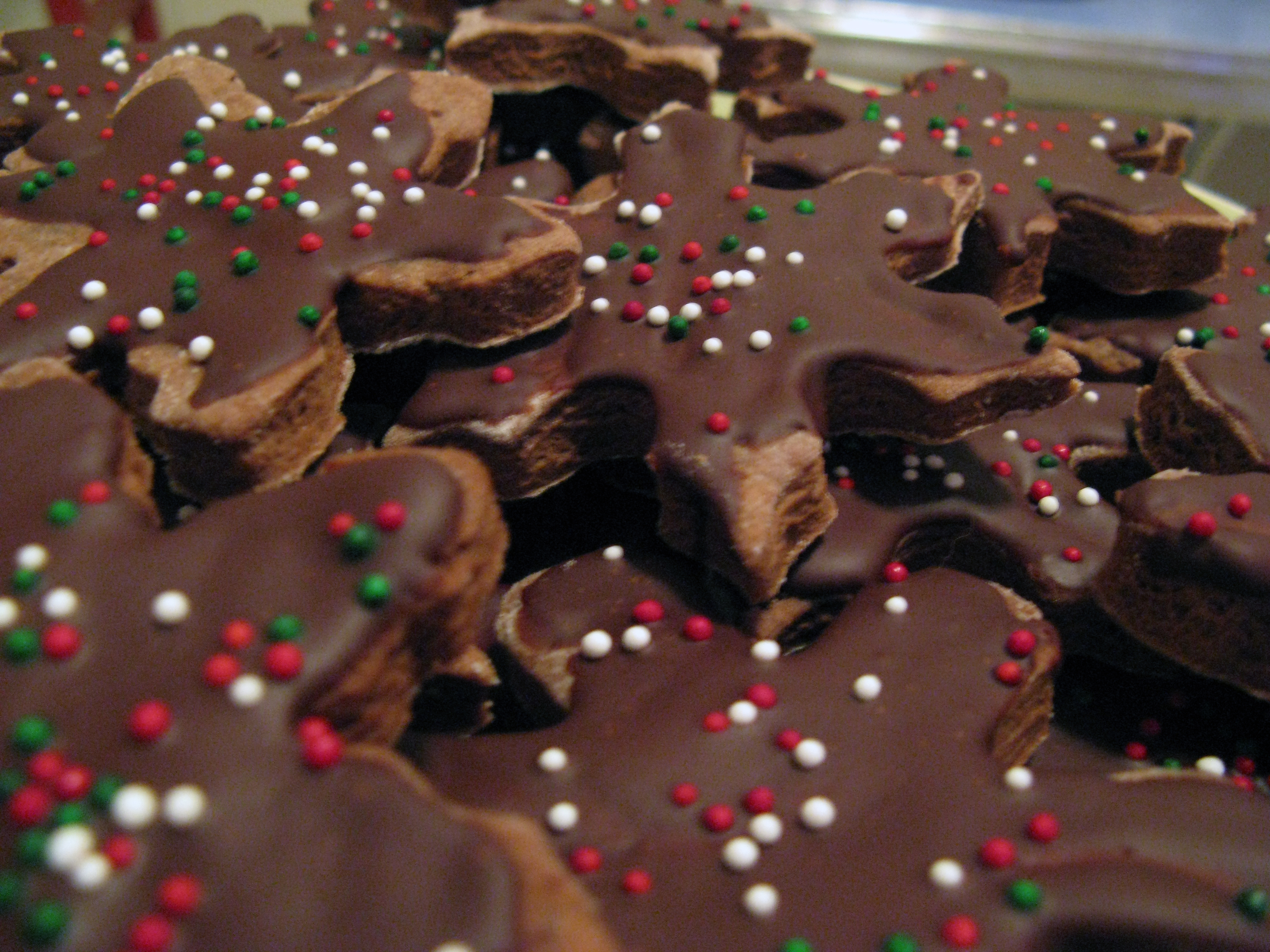
Cookies.
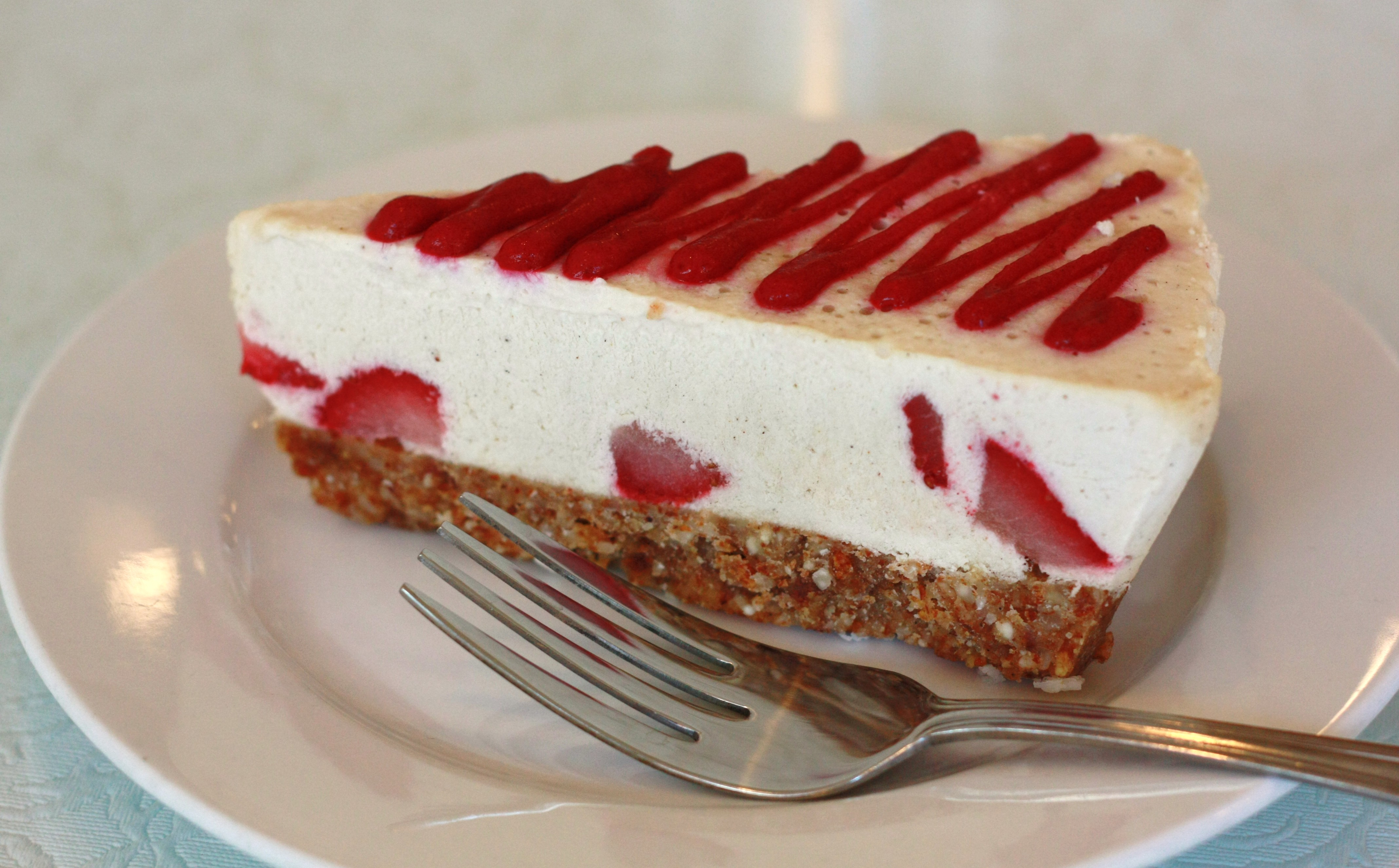
Fraisier.
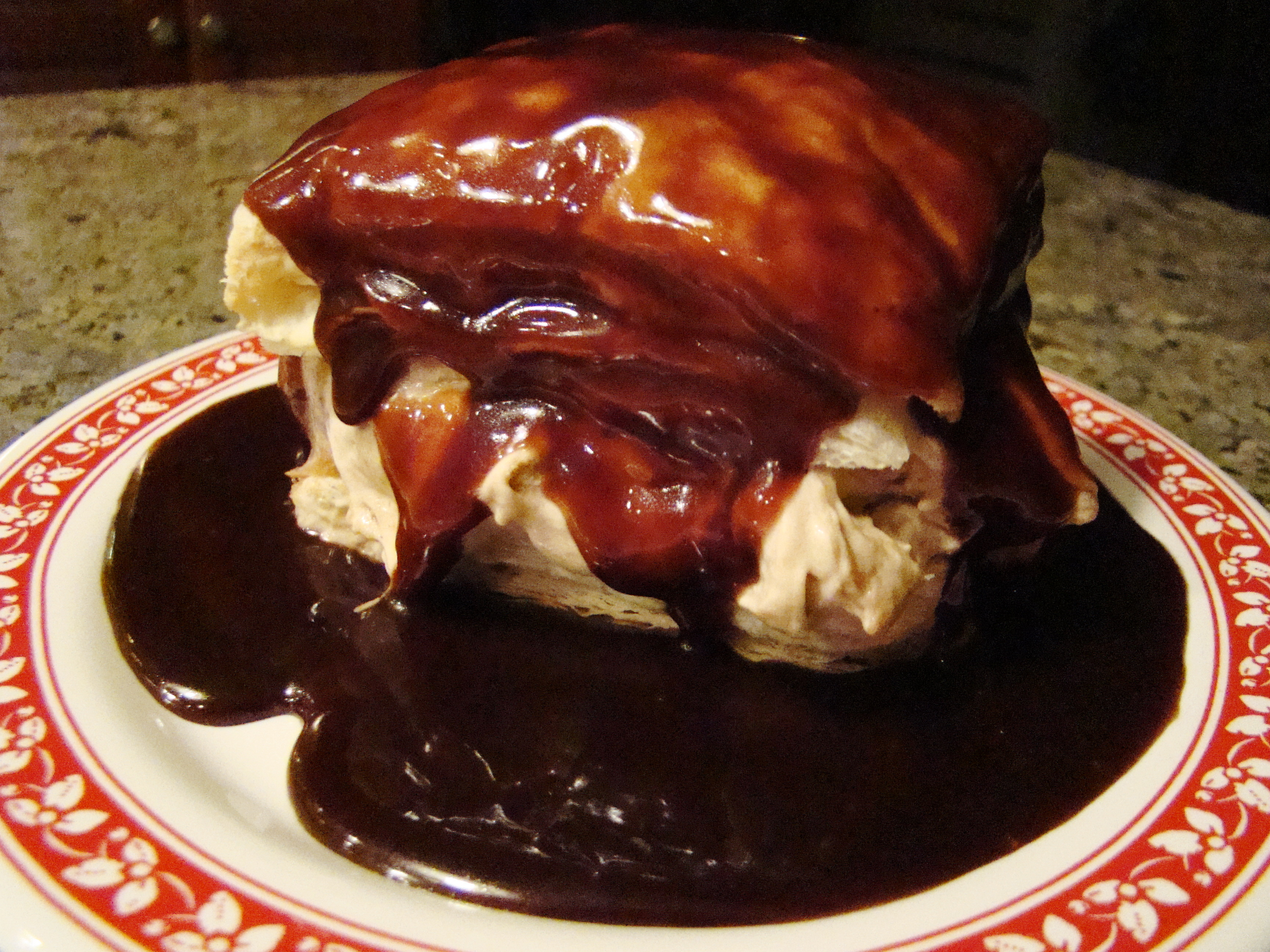
Gâteau Boston.